# Bombardeio de São Paulo em 1924

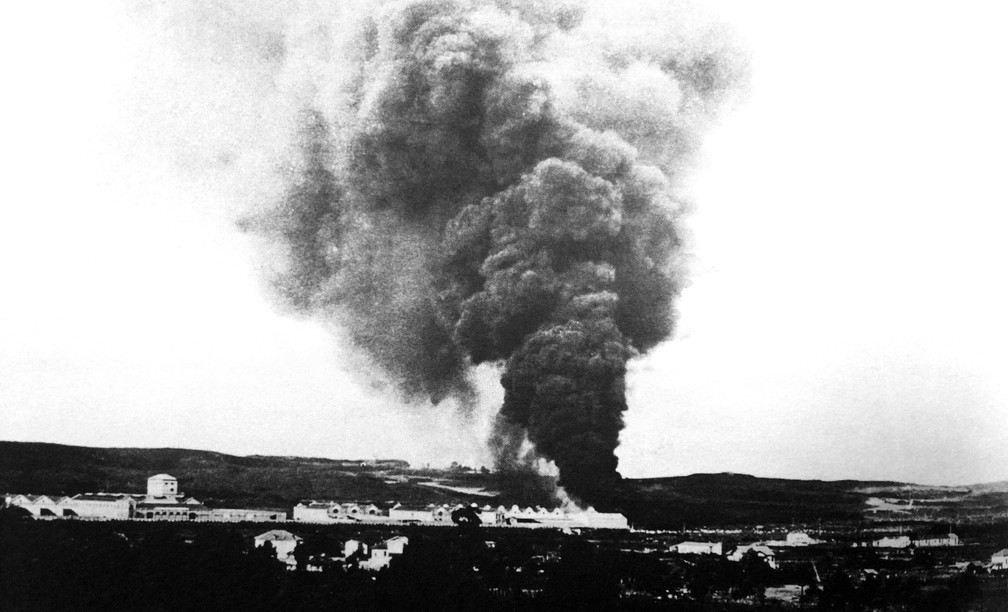
Incêndio nos armazéns Nazareth Teixeira & Cia, na Mooca, decorrente do bombardeio

O bombardeio de São Paulo decorrente da Revolta Paulista de 1924 foi o maior ataque de artilharia e aéreo da história paulistana. De 5 a 28 de julho as forças revoltosas e legalistas usaram do bombardeio na sua luta pela cidade; os rebeldes tinham até 26 peças de artilharia do Exército Brasileiro, enquanto os legalistas acumularam mais de uma centena de peças e seis bombardeiros da Aviação do Exército. A artilharia e especialmente a artilharia legalista foi a maior responsável pelas vítimas do conflito, a maioria das quais foram civis.
Os rebeldes tinham a vantagem de artilharia nos primeiros dias e atiraram desde a manhã de 5 de julho. De posições como o Campo de Marte e o Cemitério do Araçá, miraram seus canhões Krupp de 75 e 105 milímetros contra o Palácio dos Campos Elíseos, sede do governador Carlos de Campos, o quartel do 4.º Batalhão da Força Pública de São Paulo e outros alvos legalistas. Erros de pontaria custaram a vida de diversos civis, mas a pressão sobre o governador contribuiu à retirada das tropas legalistas à periferia da cidade, no dia 8. A divisão legalista do general Eduardo Sócrates recebeu contínuos reforços, acumulando uma forte vantagem de artilharia, com modelos mais recentes da Schneider e Saint Chamond, incluindo a artilharia mais poderosa do conflito, de 155 milímetros.
Dos lados da Penha e Ipiranga, a artilharia divisionária fez ataques intensos a partir do dia 11, mirando principalmente os bairros operários do sul e leste da cidade, como o Brás, Belenzinho e Mooca, por onde as tropas legalistas tentavam avançar. O bombardeio legalista destruiu alguns redutos defensivos, como as fábricas, mas foi de modo geral ineficaz; o general legalista Abílio de Noronha criticou-o em termos técnicos como um ataque a esmo, sem regulação e correção de tiro, destruindo principalmente alvos civis. A população foi aterrorizada, escondendo-se nos porões e deixando a cidade às centenas de milhares. Representantes diplomáticos estrangeiros e a elite econômica paulista, prejudicada pelo caos na cidade, tentaram negociar uma interrupção nos bombardeios, mas o governo não cedeu. O bombardeio tinha o pleno aval do presidente Artur Bernardes e do governador Carlos de Campos, autor da expressão: “São Paulo prefere ver destruída sua bela capital antes do que destruída a legalidade no Brasil”.
1 800 construções foram danificadas no conflito, dentre as quais o Theatro Olympia, a Igreja da Glória, o Cotonifício Crespi e a Fábrica de Biscoitos Duchen são emblemáticos. O bombardeio foi muito controverso em sua época e marca negativamente a imagem de Artur Bernardes na historiografia. A brutalidade do bombardeio é comparada a conflitos anteriores como Canudos, e o governo é acusado de ter deliberadamente atacado os civis num “bombardeio terrificante”, seja como punição à população dos bairros operários ou como pressão para forçar os rebeldes a se retirar — o que eles fizeram em 27 de julho. A legalidade dessa decisão é contestada desde 1924, pois o direito internacional da época já condenava o bombardeio de uma cidade sem consideração pelas mortes civis, o que poderia configurar um crime de guerra.

## Contexto

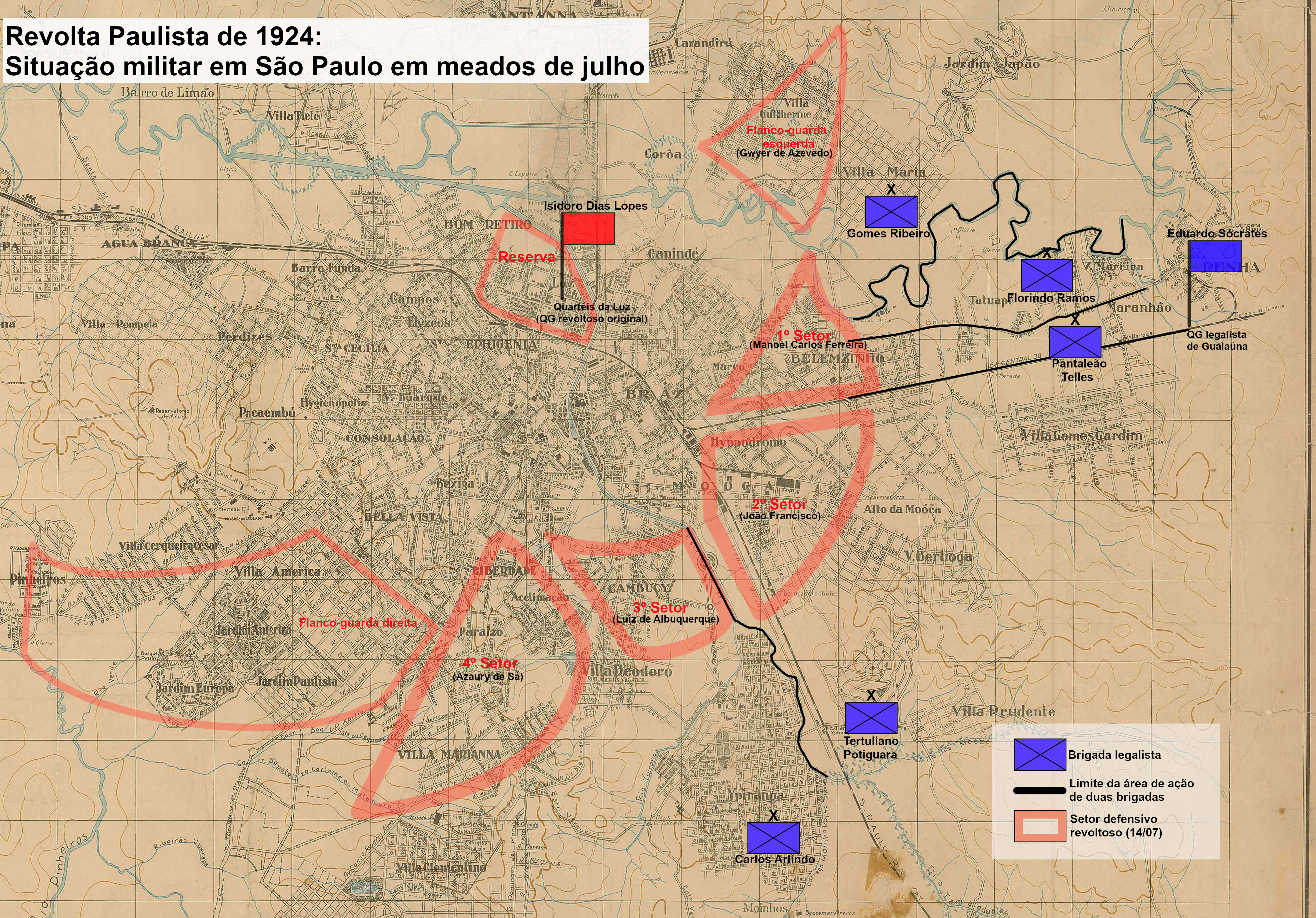
Posições dos rebeldes e legalistas na periferia da cidade

Em 5 de julho de 1924, revolucionários tenentistas do Exército Brasileiro e Força Pública de São Paulo, liderados pelo general reformado Isidoro Dias Lopes iniciaram um levante militar em São Paulo, planejando uma tomada fulminante da cidade para em seguida avançar ao Rio de Janeiro e destituir o presidente Artur Bernardes. A revolta não conseguiu todas as adesões esperadas na tropa e logo se viu presa em combate urbano com forças legalistas. Os primeiros dias de luta concentraram-se nos Campos Elíseos, na Luz e no centro histórico. Os legalistas recuaram para a periferia da cidade em 8 de julho, agrupando-se nas direções de Santos e Rio de Janeiro, com a sede do governo estadual transferida à estação ferroviária de Guaiaúna, na Penha.
Contra 3 a 3,5 mil revoltosos, o governo federal trouxe reforços de outros estados, formando um exército legalista de 14–15 mil homens, armados com o equipamento mais moderno do país, com os quais começou a reconquista da cidade. O fogo cruzado se deu nos bairros operários. Os legalistas reocuparam a cidade em 28 de julho, após uma evacuação noturna dos rebeldes, que tomaram as ferrovias a caminho do rio Paraná, prolongando a revolta no interior.

### Armamentos utilizados

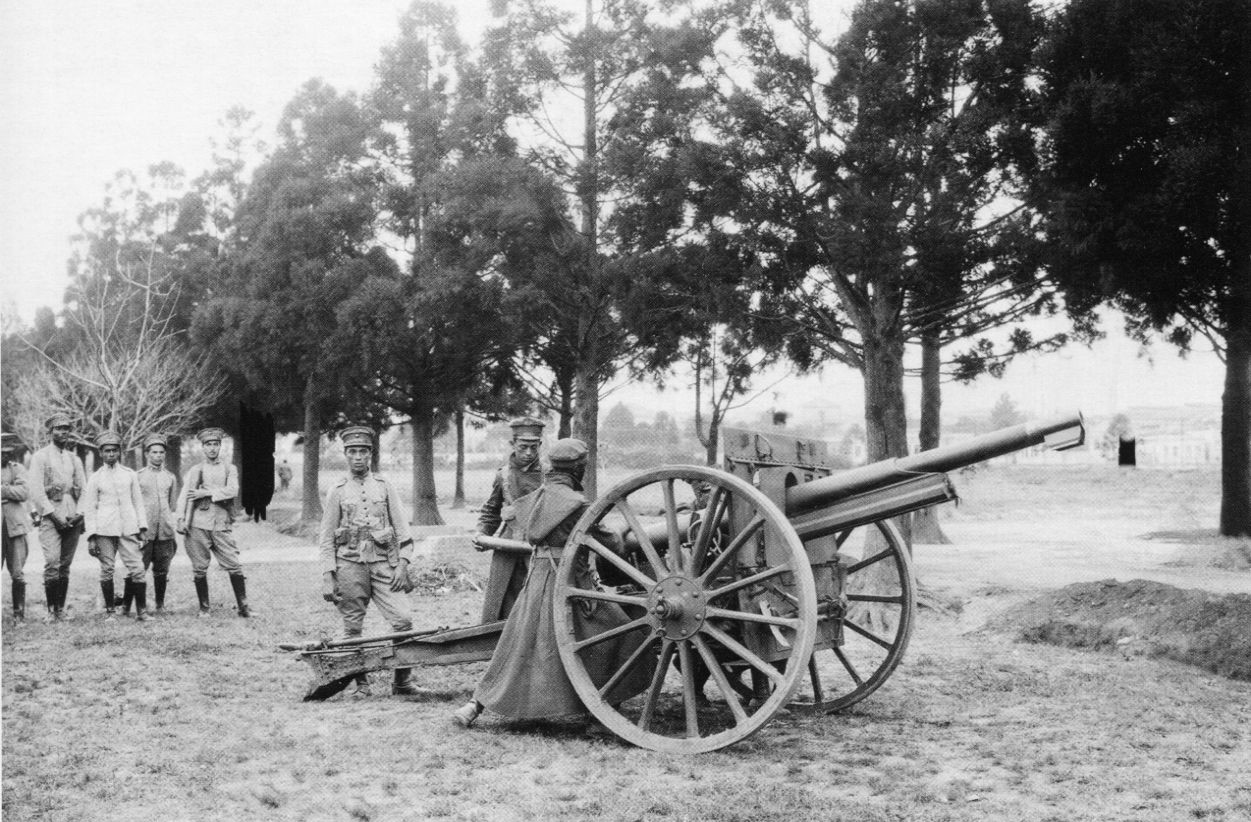
Canhão legalista de 75 milímetros

Diversos tipos de artilharia do Exército participaram dos combates em São Paulo, com calibres de 75, 105 e 155 milímetros. A maioria das peças datava do início do século; as mais modernas foram compradas após a Primeira Guerra Mundial, por influência da Missão Militar Francesa. O transporte das peças era pela tração animal; somente em 1930 o Exército começou a usar o transporte motorizado para seus canhões.
A artilharia Krupp de 75 mm existia em dois modelos de canhões campanha (C/28, modelo 1905, e C/28, modelo 1908), um de canhões de montanha (C/14, modelo 1906), e um de obuses (C/14, modelo 1906). O canhão de campanha de 1908 disparava granadas de sete quilogramas, dos tipos alto explosivo, para a destruição de casas, e shrapnel, para a destruição de corpos. Seu alcance era de 6,8 quilômetros. O canhão de montanha era semelhante, mas podia ser decomposto em fardos para o transporte no dorso de muares. Sua munição era a mesma, mas com estojo e carga de proteção menores. Ele tinha alcance de três quilômetros e uma pontaria mais precária. O Exército também possuía canhões de campanha de 75 mm C/36, modelo 1920, da Saint-Chamond e canhões de montanha C/18,6, modelo 1919, da Schneider.

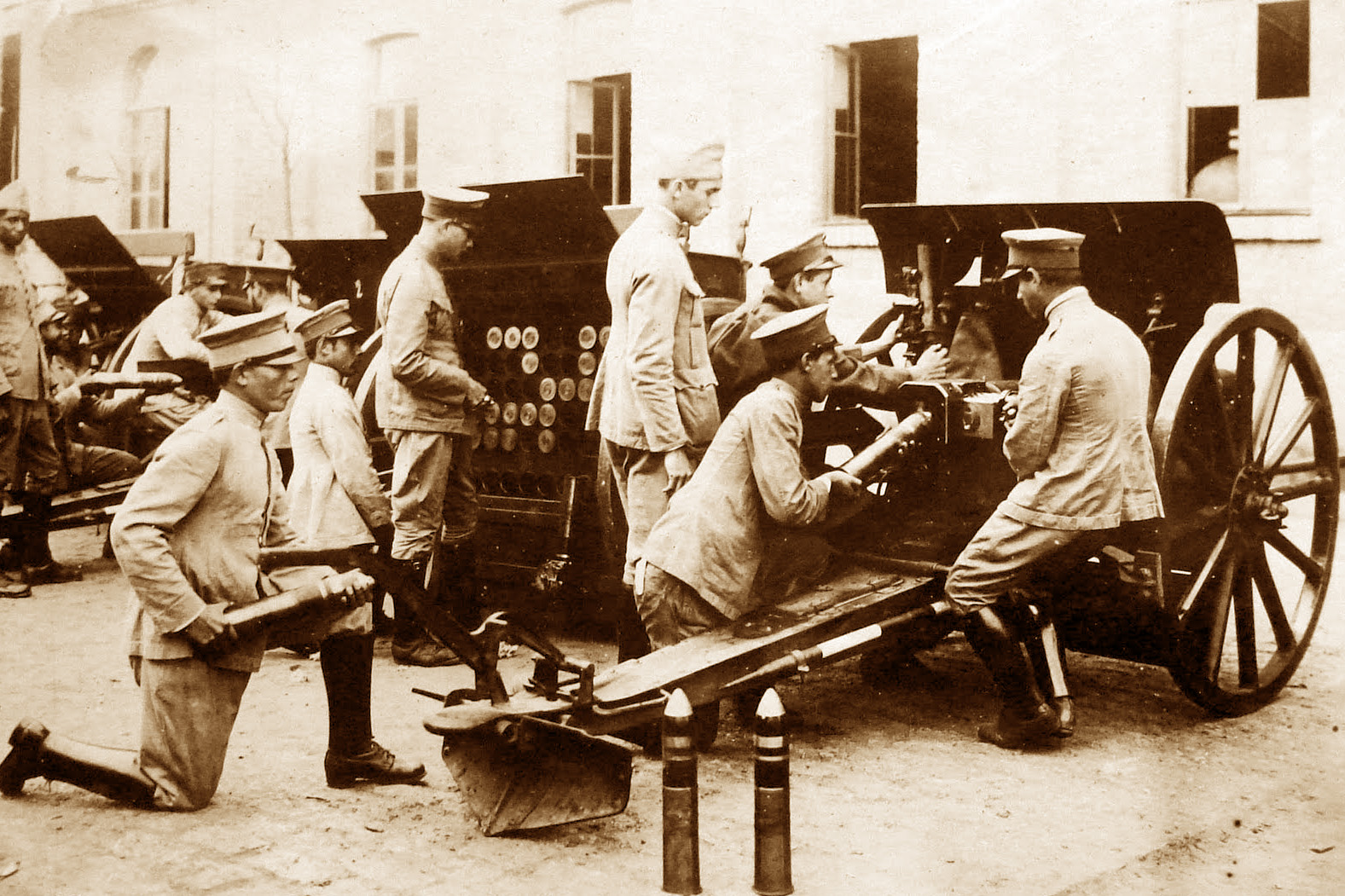
Carregamento de uma bateria Krupp de 75 mm

Os canhões Krupp de 105 mm, de 1910, disparavam granadas de quinze quilogramas em tiros diretos e indiretos a até 6,5 quilômetros de distância. Cada granada podia danificar estruturas ou, devido aos estilhaços, matar pessoas num raio de 400 metros do ponto atingido. A artilharia mais potente do Exército eram os obuseiros de 155 mm, modelo 1917, da Schneider, cujos disparos tinham alcance de até onze quilômetros, podendo matar num raio de 600 metros do ponto atingido.
A infantaria do Exército tinha peças de poder de fogo menor, para acompanhar diretamente suas investidas: os morteiros Stokes e canhões-revólver Puteaux, de 37 mm. Os canhões de 37 mm tinham um alcance efetivo de 1 500 metros. A Marinha também contribuiu 16 canhões de calibre pequeno e tiro rápido, instalados em gôndolas ferroviárias nas oficinas da Companhia Docas de Santos. Eram dos modelos Nordenfelt de 38 mm, Armstrong de 47 mm e Nordenfelt de 57 mm, retirados da Escola Naval e dos navios de guerra. Essa artilharia ferroviária foi usada para atacar a Mooca através dos trilhos da São Paulo Railway.

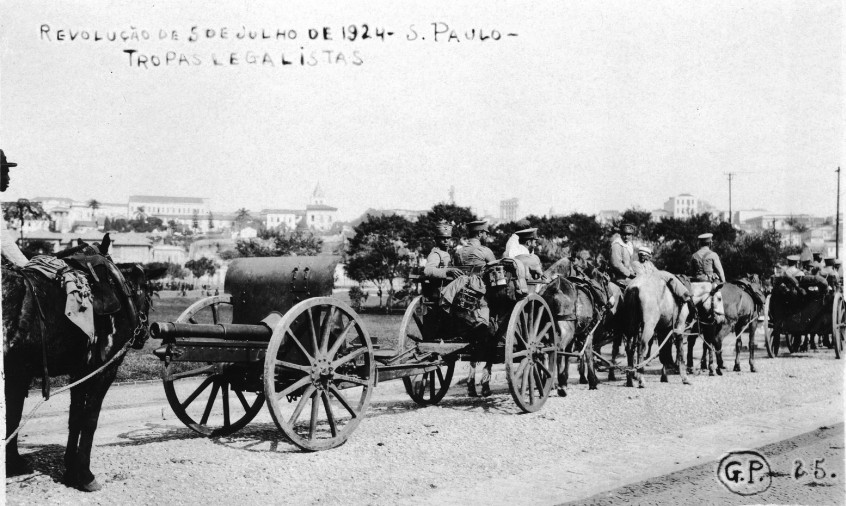
Transporte dos canhões

O maior poder de fogo dos rebeldes consistia em 20 canhões de 75 mm e seis de 105 mm, todos da Krupp. A primeira artilharia legalista chegou no dia 7: dois canhões Armstrong de 75 mm da Marinha e dois Krupp, também de 75 mm, do Exército. O alcance dessas peças era inferior ao da artilharia revolucionária, que conseguiu atirar contra as peças legalistas. Ao longo do mês, a artilharia legalista foi reforçada e alcançou superioridade qualitativa e quantitativa, com canhões Schneider e Saint Chamond de até 155 mm. Os pesados e antiquados canhões em posse dos revolucionários não tinham alcance para atingir as mais de 100 bocas de fogo legalistas, bem-posicionadas nos morros na periferia da cidade
Ambos os lados empregaram a aviação militar, mas a única missão de bombardeio dos rebeldes foi um atentado malsucedido contra o Palácio do Catete, no Rio de Janeiro. Os legalistas tinham seis bombardeiros Breguet 14A2/B2 da Aviação do Exército. Eles despejaram mais de cem granadas pequenas e pelo menos três bombas de 75 quilogramas na cidade.

### Responsabilidade hierárquica

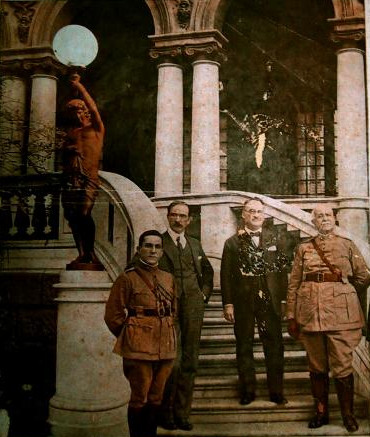
Eduardo Sócrates e Carlos de Campos, respectivamente o primeiro e segundo da direita para a esquerda

As unidades de artilharia presentes no estado de São Paulo, na 2.ª Região Militar, em julho de 1924 eram o 2.º Grupo Independente de Artilharia Pesada (GIAP), em Quitaúna, Osasco; 2.º Grupo de Artilharia de Montanha (GAM), em Jundiaí; 4.º Regimento de Artilharia Montada (RAM), em Itu; e 3.º Grupo de Artilharia de Costa, no Forte de Itaipu, Praia Grande. Todas estas unidades, e mais diversos grupos e regimentos de outras regiões militares, participaram de um lado ou de outro da revolta.
O tenente Custódio de Oliveira, do 2.º GIAP, foi fundamental na conspiração tenentista e na subsequente revolta. A deflagração do movimento dependia de sua bateria, cuja posição a ser ocupada na cidade foi definida com meses de antecedência. O tenente deslocou sua bateria na madrugada, simulando um exercício, e, com algum atraso, já estava posicionado na capital paulista de manhã. O 2.º GAM, do tenente-coronel Olinto de Mesquita Vasconcelos, veio a São Paulo para aderir à revolta no dia seguinte. Após a retirada do governo estadual, o 4.º RAM, sob o capitão Clístenes Barbosa, fez o mesmo.
As unidades de artilharia legalistas integraram a Divisão de Operações no Estado de São Paulo, comandada pelo general Eduardo Sócrates, na qual fizeram parte de uma de suas brigadas de infantaria ou serviram de tropa divisionária. Sua ordem de batalha foi publicada logo após a revolta pelos escritores Ciro Costa e Eurico de Góis, com base nas notas oficiais dos comandos militares, e pelo general Abílio de Noronha, comandante da 2.ª RM no início da revolta. As duas listagens têm algumas diferenças:
| Noronha 1924, p. 128-131 | Costa & Góis 1924, p. 125-129 |
| --- | --- |
| Tropa divisionária: - 1.º Grupo de Artilharia Pesada (uma bateria de 155 e outra de 105) - 6.º Regimento de Artilharia Montada - 5.º Grupo de Artilharia de Montanha - 3.º Grupo de Artilharia Pesada (uma bateria) Na brigada do coronel João Gomes Ribeiro: - Bateria de 75 do 9.º Regimento de Artilharia Montada Na brigada do general Carlos Arlindo: - 3.º Grupo de Artilharia de Costa (uma bateria) - Força da Marinha, incluindo sua artilharia | Brigada de artilharia divisionária (General João José de Lima) - 8.º Regimento de Artilharia Montada (Coronel Crisanto Leite de Miranda Sá Júnior) - 2.º Grupo do 1.º Regimento de Artilharia Montada (Major Mascarenhas de Morais) - 2.º Regimento de Artilharia Pesada (Tenente-coronel Alfredo Assunção) - 3.ª Bateria do 9.º Regimento de Artilharia Montada (Capitão Reis Júnior) Na brigada do general Carlos Arlindo: - 3.º Grupo Independente de Artilharia Pesada (Capitão Argemiro Dornellas) - 1.º Grupo de Artilharia a Cavalo (Tenente-coronel Bento Marinho Alves) - 9.ª Bateria do 6.º Regimento de Artilharia Montada (Capitão Pedro Duro) |

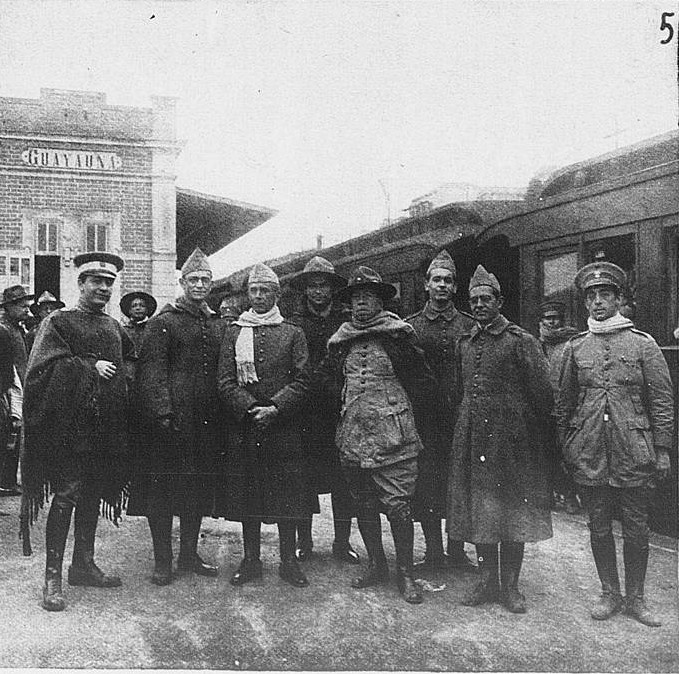
Estado-Maior da artilharia divisionária legalista

Os aviões legalistas vieram da Escola de Aviação do Campo dos Afonsos, no Rio de Janeiro, cujo comandante, o tenente-coronel Álvaro Octávio de Alencastre, serviu de Diretor de Aeronáutica nas operações contra a revolta. O comandante dos pilotos e observadores aéreos era o capitão Marcos Evangelista da Costa Villela Júnior.
O comando efetivo do Exército era disputado entre o chefe do Estado-Maior do Exército e o ministro da Guerra, ambos, na prática, nomeados pelo Presidente da República. O bombardeio foi executado com o aval do ministro da Guerra Setembrino de Carvalho e o presidente Artur Bernardes. Assim, a responsabilidade coube ao governo federal. O governo estadual de Carlos de Campos secundou essa decisão de Bernardes.

## Áreas atingidas

### Pelos revolucionários

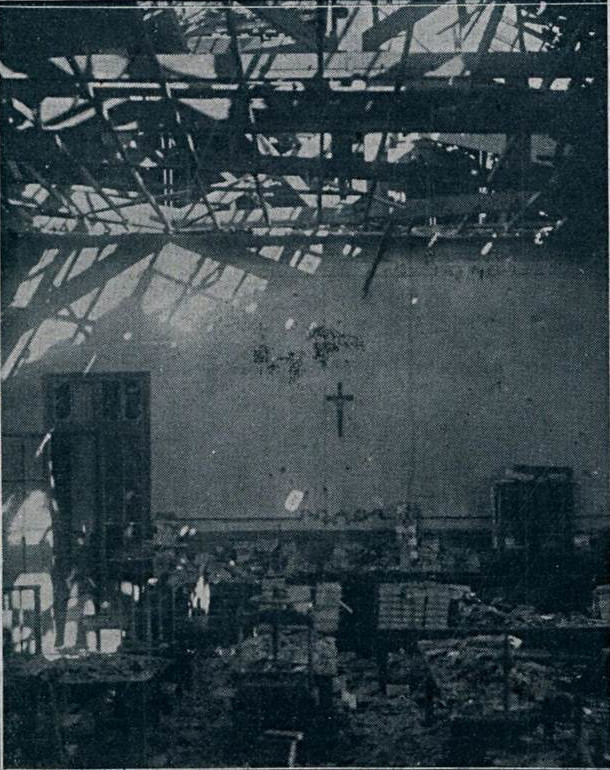
Dano nas oficinas de encadernação do Liceu Coração de Jesus

Na manhã de 5 de julho, os canhões de 105 mm do 2.º GIAP foram posicionados pelos rebeldes no Campo de Marte. Dali, fizeram os primeiros disparos de artilharia do conflito, após as 09h00, visando o Palácio dos Campos Elíseos, sede do governo estadual, onde as forças legalistas concentraram seu esforço defensivo. O bombardeio deveria quebrar a resistência dos defensores, mas não intimidou o governador a deixar o Palácio ou mesmo a se refugiar nos porões.
O alvo estava a quatro quilômetros de distância do Campo de Marte. Pela necessidade de fazer tiros de regulação, a imperfeição dos mapas e a inexperiência dos atiradores, várias granadas atingiram civis, causando as primeiras mortes do conflito. No Liceu Coração de Jesus, a 350 metros do Palácio, um estudante foi gravemente ferido. Outros dois tiros atingiram residências na alameda Nothmann, matando uma mulher e um menino e ferindo uma mulher. No Mosteiro de São Bento, a artilharia interrompeu uma missa pelos mortos na Revolta dos 18 do Forte. O general Isidoro suspendeu o bombardeio, devido às mortes civis, mas ele foi retomado às 16h00, visando a região da Praça da Sé, onde estavam as secretarias de governo. Os danos colaterais ocorreram no escritório do arquiteto Ramos de Azevedo, na rua Boa Vista, e no coreto do Jardim do Largo do Palácio. Na Liberdade, a artilharia rebelde visou o quartel do 5.º Batalhão da Força Pública.

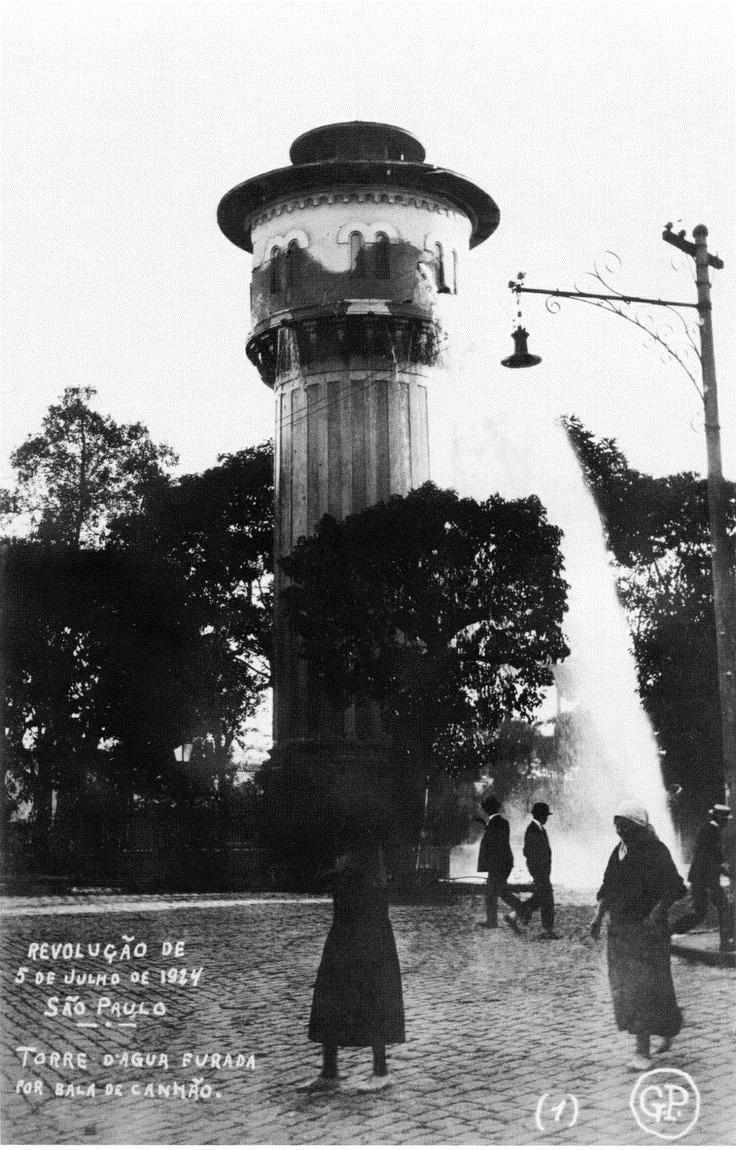
Caixa d'água da Luz furada pela artilharia

Na manhã do dia 6, o bombardeio ao Palácio diminuiu e o foco passou aos legalistas sitiados no 4.º Batalhão da Força Pública, na Luz. A partir de Ponte Pequena, o tenente Eduardo Gomes destruiu as posições de metralhadora e incendiou o prédio de comando. O bombardeio só cessou quando o comandante revolucionário Miguel Costa foi informado dos prisioneiros detidos dentro do quartel — os capitães Joaquim e Juarez Távora e os tenentes Índio do Brasil e Castro Afilhado. A artilharia revolucionária também danificou a caixa d'água da Luz e a Escola Politécnica.

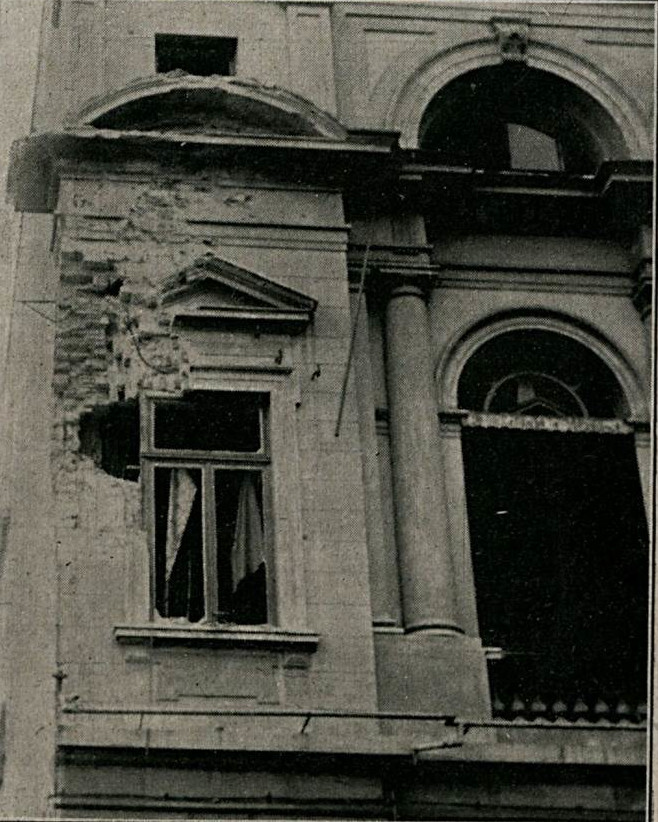
Rombo causado na Secretaria de Justiça

O bombardeio ao Palácio dos Campos Elíseos foi retomado com maior eficácia na tarde do dia 8. A artilharia pesada, posicionada, dependendo das fontes, no Morro dos Ingleses, Cemitério do Araçá ou no próprio Campo de Marte, convenceu o governador a deixar o local e refugiar-se na Secretaria de Justiça, junto ao Pátio do Colégio. Seus oponentes não sabiam disso, mas avistaram a concentração de oficiais de alta patente no local. Um obuseiro de 105 mm no cruzamento da avenida Cantareira com a rua João Teodoro, às ordens de Eduardo Gomes, abriu fogo às 15h30. Por sua posição elevada, o Largo do Palácio era fácil de atingir, e um só petardo matou seis dos marinheiros que faziam a guarda do local. Novamente o governador retirou-se, dessa vez para a concentração de forças legais em Guaiaúna.
A artilharia revolucionária continuou ativa ao longo do mês, mas os reforços legalistas deixaram-na em grande desvantagem. Os artilheiros rebeldes não tinham ponto fixo, deslocando-se de um ponto a outro durante a noite. Num raro caso de fogo amigo, em 12 de julho os canhões de 105 mm atingiram posições rebeldes na Fábrica Maria Zélia, cujos defensores haviam solicitado apoio de artilharia. No dia 15, a artilharia mirou os legalistas na Igreja da Glória, no Largo do Cambuci.
No livro Sob a metralha, publicado em 1924, Ciro Costa e Eurico de Góis acusam os rebeldes de ter atirado a esmo, com peças escondidas, para enganar a população, fazendo-a crer que estava sendo bombardeada pelo governo. Eles se basearam na procedência e direção dos obuses, que teriam sido observados por muitos paulistanos. Os autores têm posição fortemente legalista e contrária aos rebeldes; segundo Moacir Assunção, não há provas para essa acusação.

### Pelos legalistas

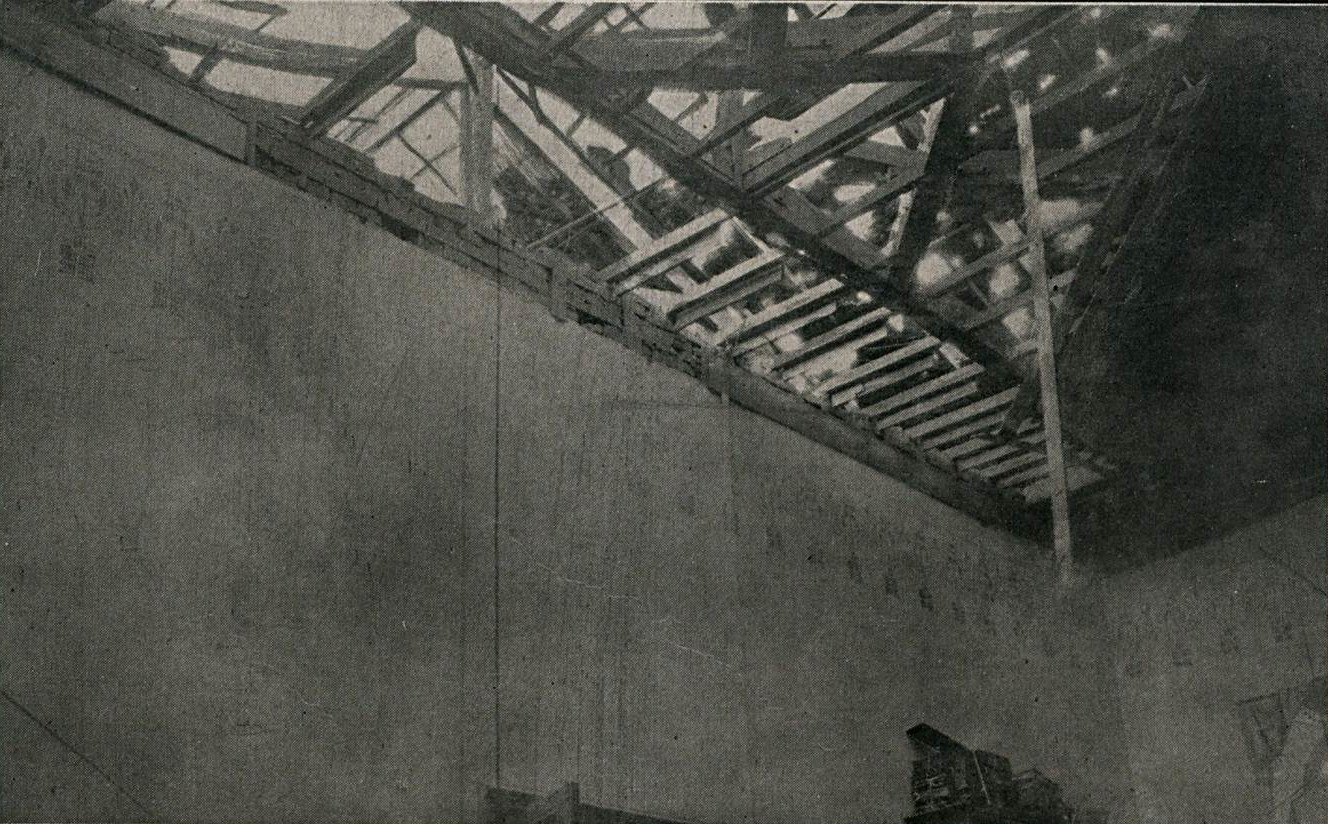
Efeito de uma granada no comando revolucionário no Quartel da Luz

Em 8 de julho os quartéis da Força Pública na Luz, onde estava o comando revolucionário, foram atacados por canhões da Marinha, posicionados na Travessa do Mercado, e do Forte de Itaipus, posicionados na Esplanada no Carmo. O resultante duelo de artilharia avariou os obturadores dos canhões de Itaipu e o eixo de um dos canhões da Marinha. Na noite dos dias 8 a 9, por ordem do general Cândido Pamplona, canhões legalistas na Vila Matilde fizeram 50 disparos em direção ao Brás e Luz, causando dois incêndios no Brás e várias mortes, todas de civis, incluindo três crianças numa vila operária na rua Conselheiro Belisário.
À medida que chegavam os reforços, a artilharia divisionária ficou para os lados de Guaiaúna e Ipiranga. A intensidade dos bombardeios cresceu nos dias 10 e 11, agora também atingindo a Mooca, o Belenzinho e o centro. As granadas caíam em áreas densamente povoadas e desprovidas de alvos militares, dissolvendo o casario e iniciando incêndios. No hospital da Santa Casa, a maioria dos feridos eram civis do Brás, pessoas “quase todas atingidas pelas granadas dentro de suas próprias casas. Citam-se casas de famílias inteiras vitimadas na mesma ocasião pela mesma granada”.
No dia 12, uma bateria de 75 recebeu ordem de bombardear a Praça da República, por informação de que os rebeldes haviam posicionado canhões ali. Alguns paulistanos ali presentes procuraram demonstrar que seria impossível posicionar uma bateria na Praça, mas foram ignorados. Os canhões legalistas abriram fogo, mas erraram o alvo; duas granadas arrebentaram no viaduto de Santa Ifigênia, uma no Largo de São Bento, uma no Hotel d'Oeste e outra no Largo do Paissandu.
O bombardeio “durava dias e noites sem cessar”. A área atingida estendeu-se no dia 14 à Liberdade, Aclimação, Vila Mariana e dois bairros abastados, a Vila Buarque e Campos Elíseos. O Paraíso também foi atingido ao longo do mês. Bairros operários no leste da cidade, como o Brás, Belenzinho e Mooca, além da Luz, foram os mais atingidos; a sul, destacaram-se o Ipiranga e Cambuci. Os bairros residenciais mais elegantes tiveram danos muito menores, mas não foram poupados.

Áreas residenciais atingidas pelo bombardeio
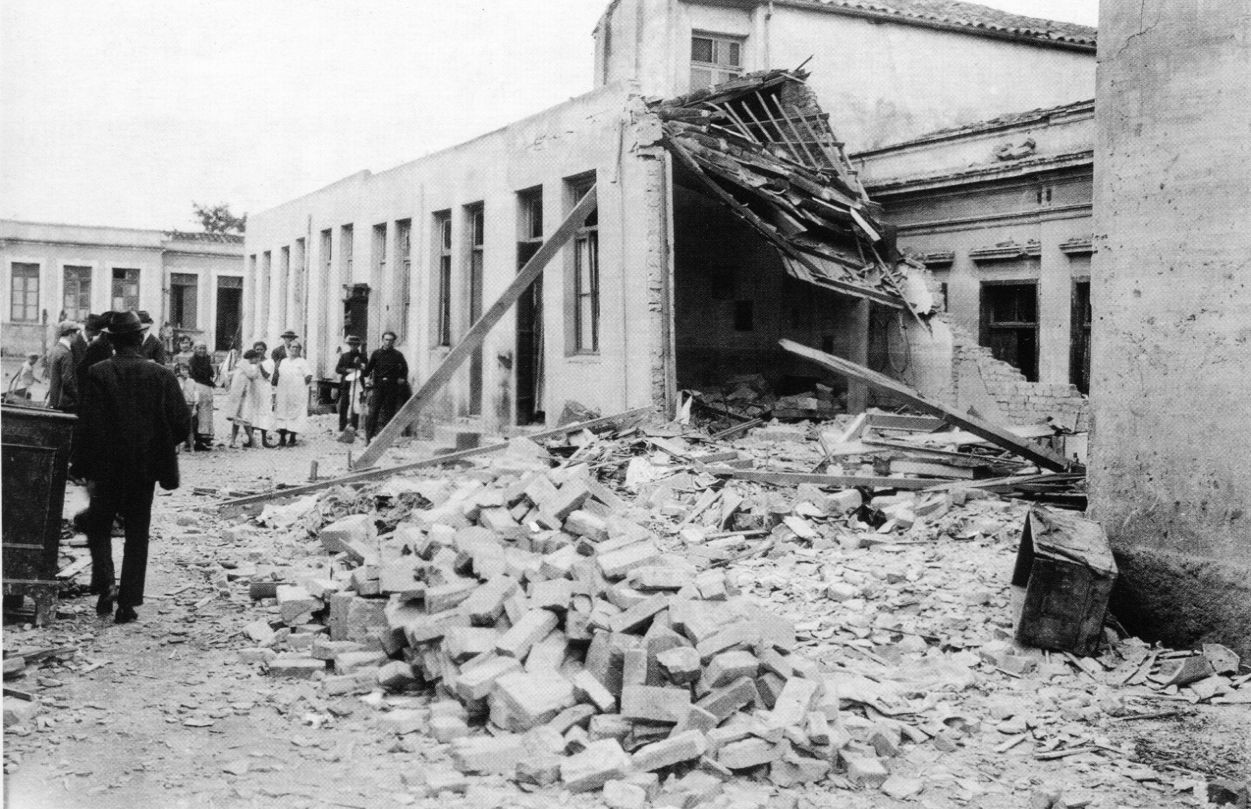
Rua Caetano Pinto
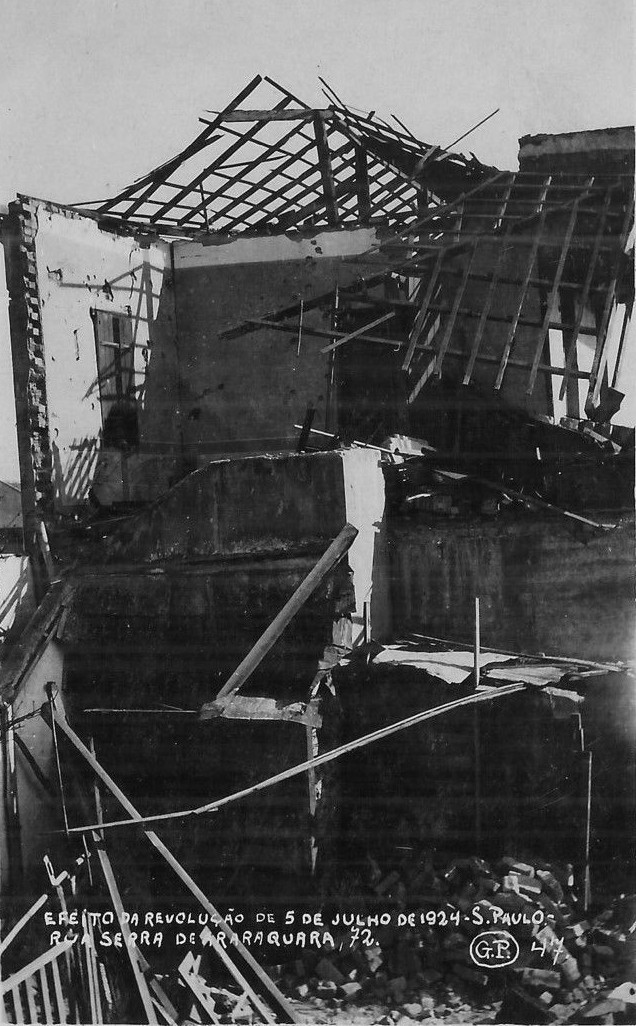
Rua Serra de Araraquara
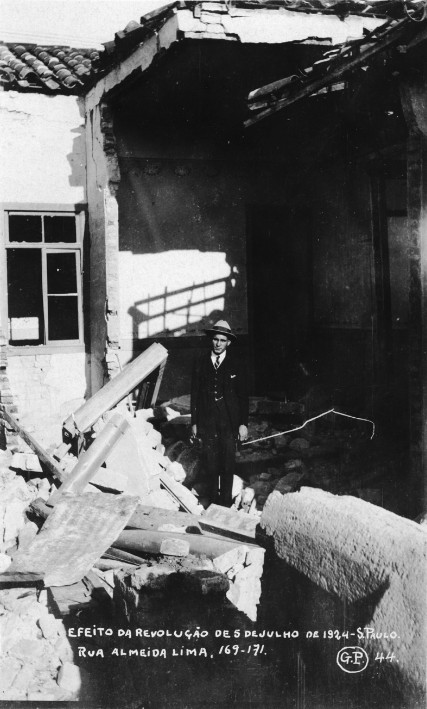
Rua Almeida Lima
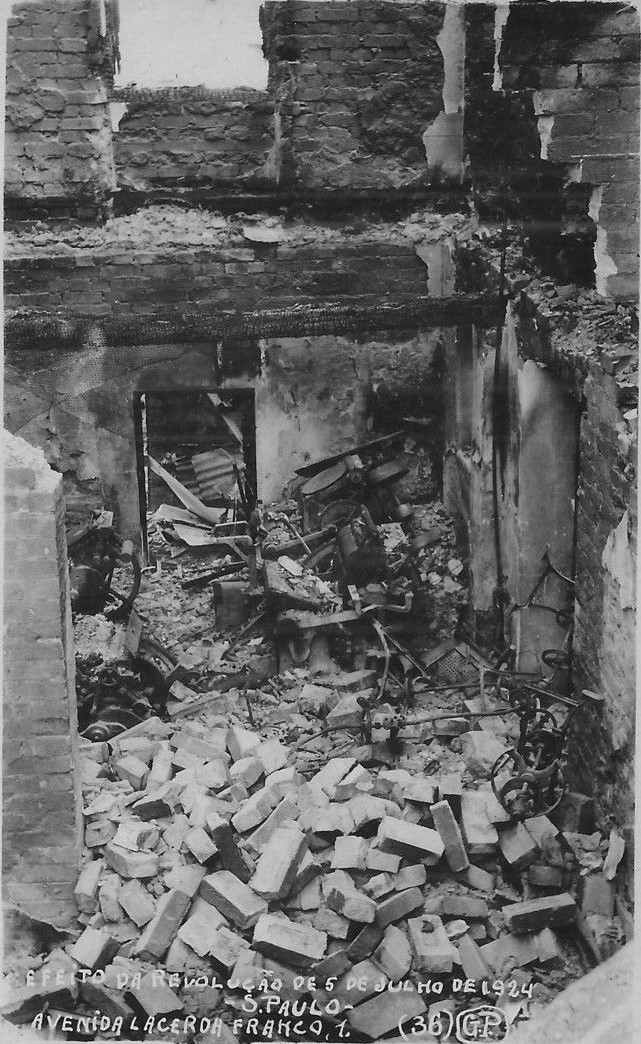
Avenida Lacerda Franco
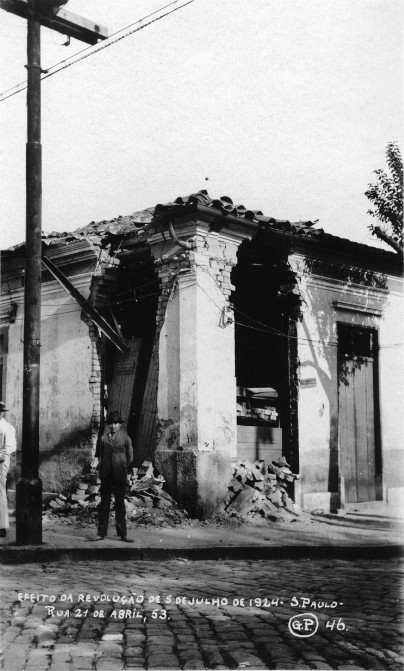
Rua 21 de Abril

Um alvo emblemático foi o Theatro Olympia, situado na avenida Rangel Pestana, no Brás, a meio quilômetro das trincheiras mais próximas, na Estação do Norte, e a mais de um quilômetro do quartel da Luz. No dia 15 a artilharia legalista desabou as colunas, teto e paredes sobre as dezenas de famílias desabrigadas ali presentes. Dezenas de pessoas retiraram manualmente os escombros, de onde se ouviam gemidos das vítimas soterradas. Contaram-se 30 mortos e cerca de 80 feridos.
Na linha de frente, a brigada Arlindo posicionou canhões de 38, 75 e 105 milímetros nos altos da Aclimação e Vila Mariana. Eles silenciaram o fogo de metralhadora dos rebeldes situados no Museu do Ipiranga, no dia 10, fizeram um bombardeio prévio à Igreja da Glória antes de um ataque no dia 15, e acertaram a torre da cervejaria Guanabara, onde havia posições de metralhadoras, no dia 20. Ao redor do dia 12 a brigada Pantaleão Telles recebeu apoio de artilharia no seu ataque à Fábrica Maria Zélia, chegando a abrir sulcos na terra a apenas cinco metros das posições inimigas.
A artilharia ferroviária da Marinha foi utilizada na Mooca, onde foi hostilizada por um canhão dos rebeldes. No dia 25, um trem blindado rebelde foi pego numa emboscada nos armazéns da Estrada de Ferro Central do Brasil. Dois disparos da artilharia legalista no morro da Penha bastaram para explodir um vagão e descarrilhar a locomotiva. Outro trem, logo atrás, foi também atingido quando veio a socorro dos feridos, entre eles o coronel João Francisco, comandante do setor.

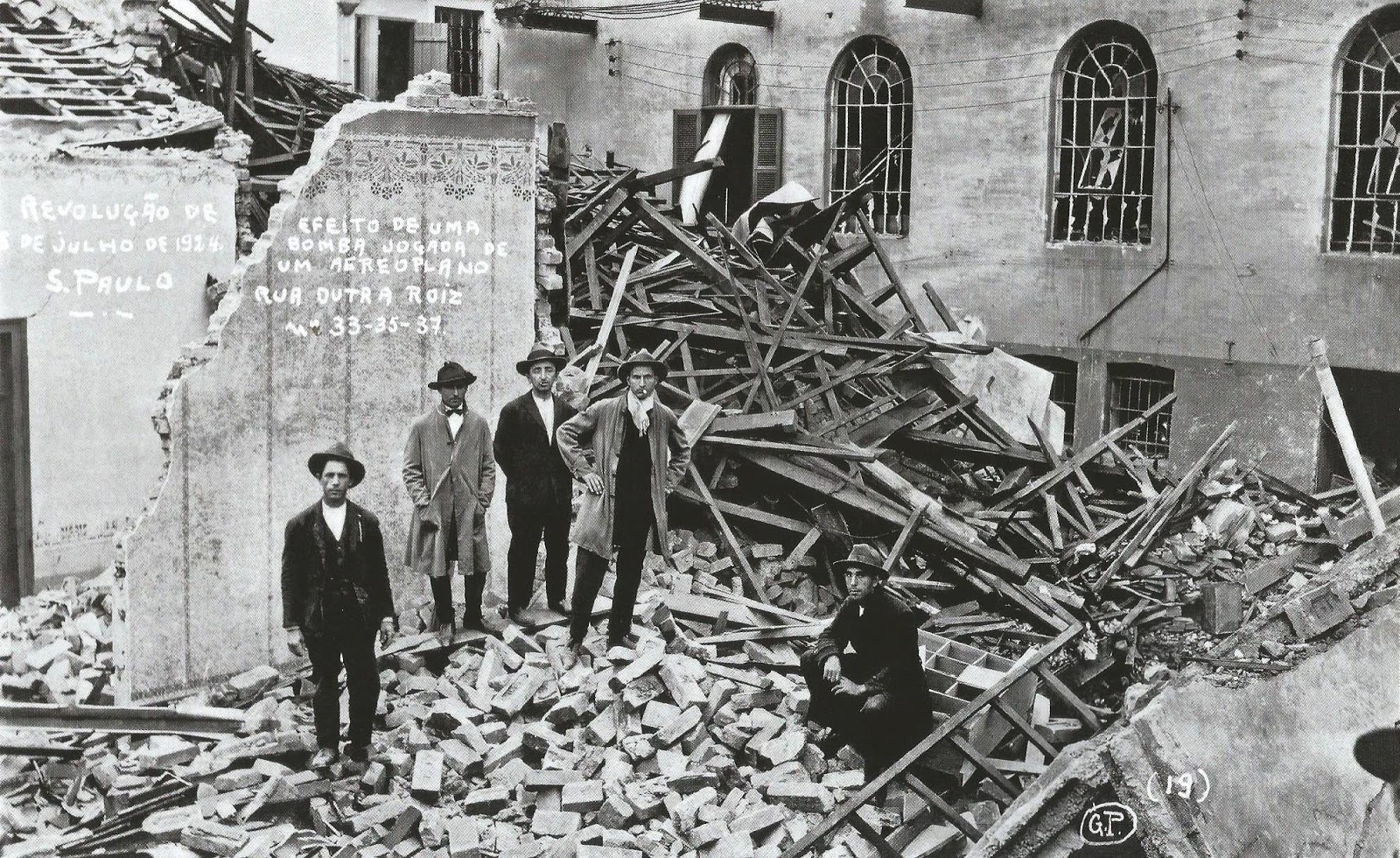
Efeito de um ataque aéreo

A aviação legalista iniciou missões de bombardeio em 22 de julho. Houve um único ataque ao Quartel da Luz, com três bombardeiros, mas eles voaram alto demais e erraram o alvo. Não houve baixas e os danos materiais foram menores que os causados pela artilharia, mas o impacto psicológico foi considerável.
O ataque ao símbolo do poder industrial paulista, o Cotonifício Crespi, na Mooca, chocou e impressionou mesmo os observadores legalistas. O complexo fabril, ocupado por tropas rebeldes e famílias desabrigadas, foi incendiado até cinco vezes diferentes e parcialmente destruído. As granadas incendiárias iniciaram diversos princípios de incêndio em casas do bairro. O último dos incêndios na fábrica, no dia 22, ergueu colunas de fumaça visíveis a quilômetros de distância. A seção de fiação, várias seções de tecidos e a residência do gerente foram arruinadas, e o estoque de mercadorias foi destruído. Um grande galpão de acabamento de fios e tecidos foi destelhado, e as avarias, graves o suficiente para ele ser demolido após o conflito.
Outras indústrias danificadas na Mooca foram a Companhia Antarctica Paulista, os Biscoitos Duchen e os Moinhos Gamba. O relatório da prefeitura sobre o conflito registrou 1 800 edifícios danificados por granadas e balas e 103 estabelecimentos comerciais e industriais com danos, dos quais 17 sofreram grandes prejuízos com o bombardeio. Este foi o maior bombardeio da história da cidade. Alvos como o Theatro Olympia, a Igreja da Glória, o Cotonifício Crespi e os Biscoitos Duchen foram emblemáticos.

Indústrias atingidas pelo bombardeio
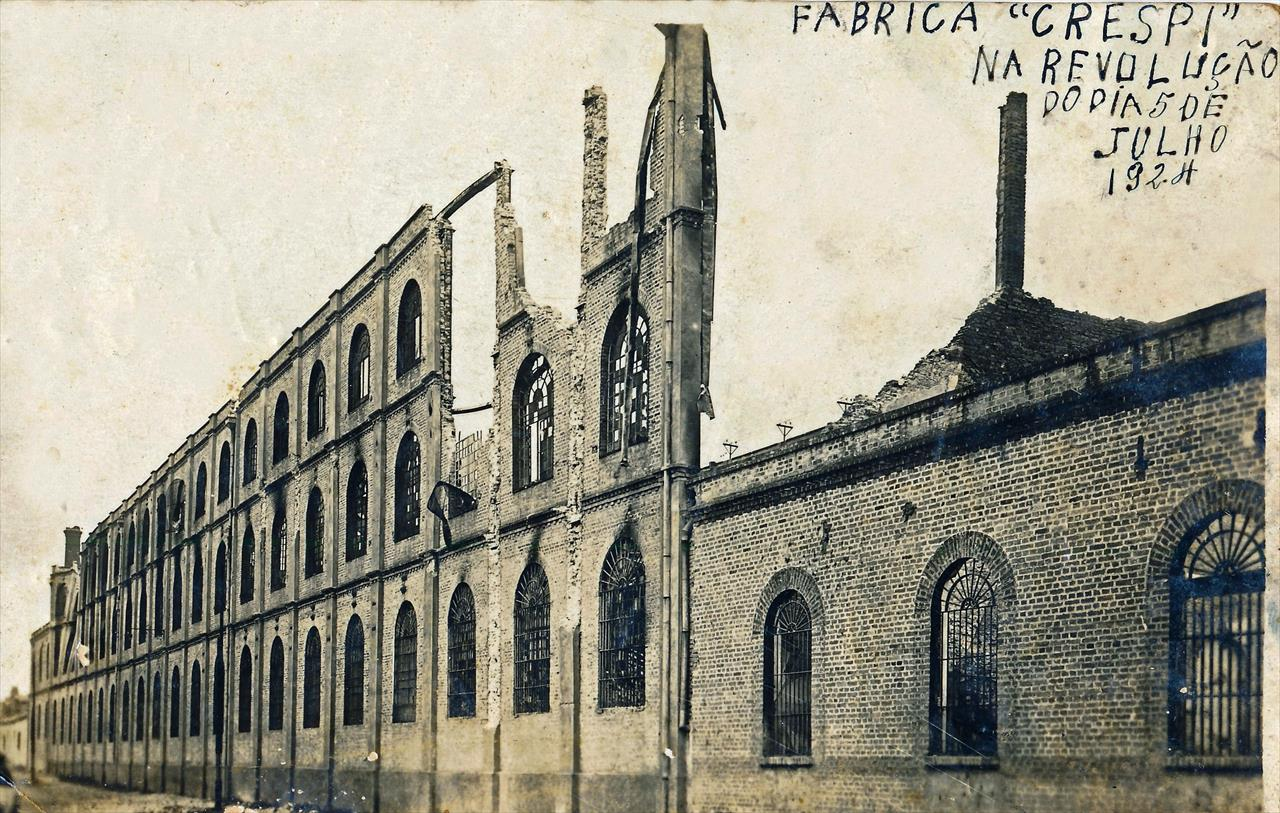
Cotonifício Crespi
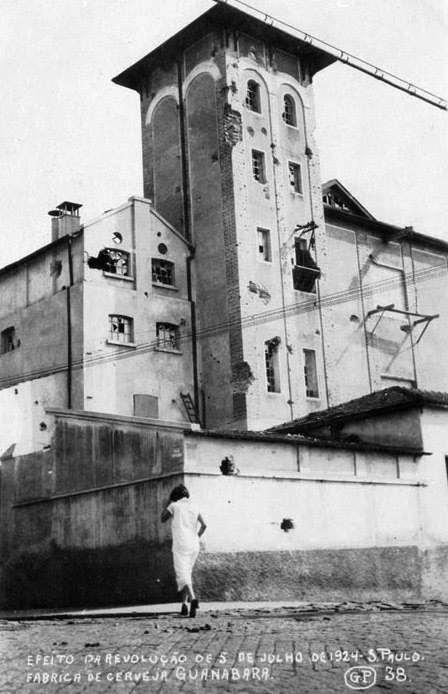
Cervejaria Guanabara
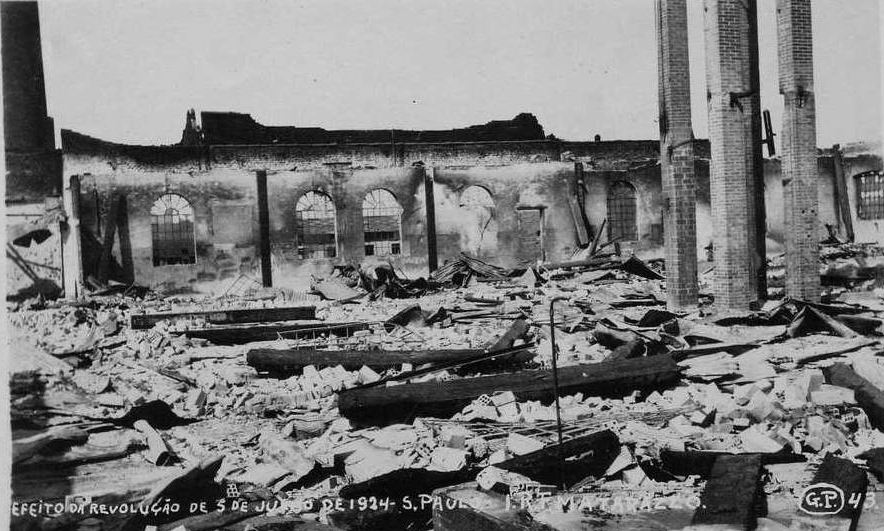
Indústrias Matarazzo
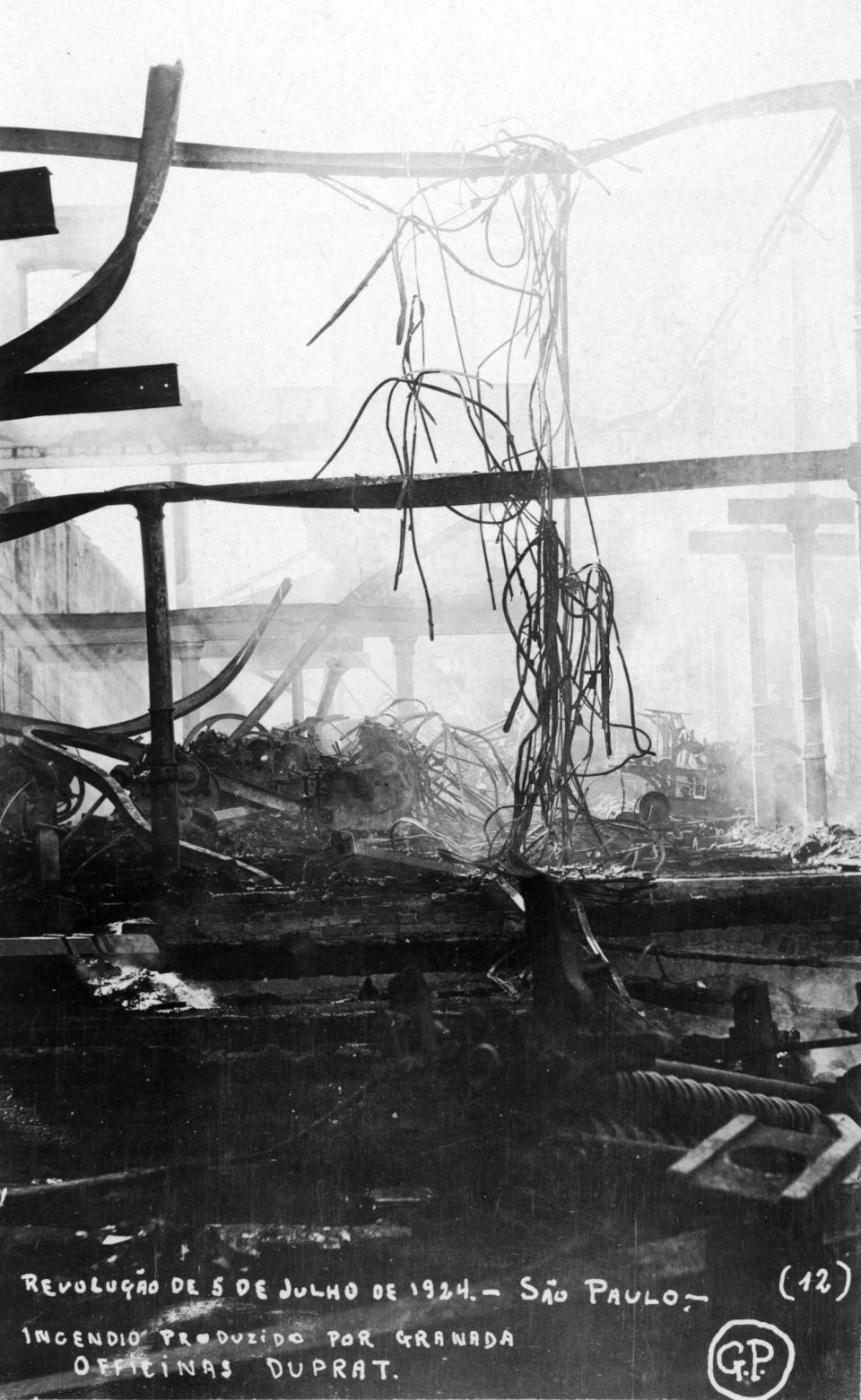
Oficinas Duprat
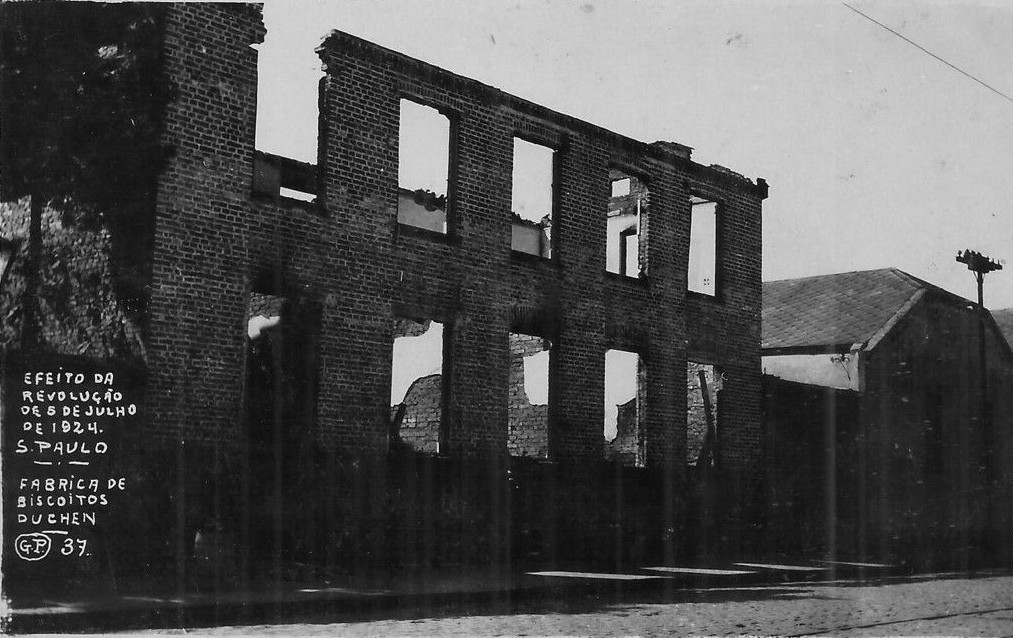
Biscoitos Duchen

## Consequências para a população

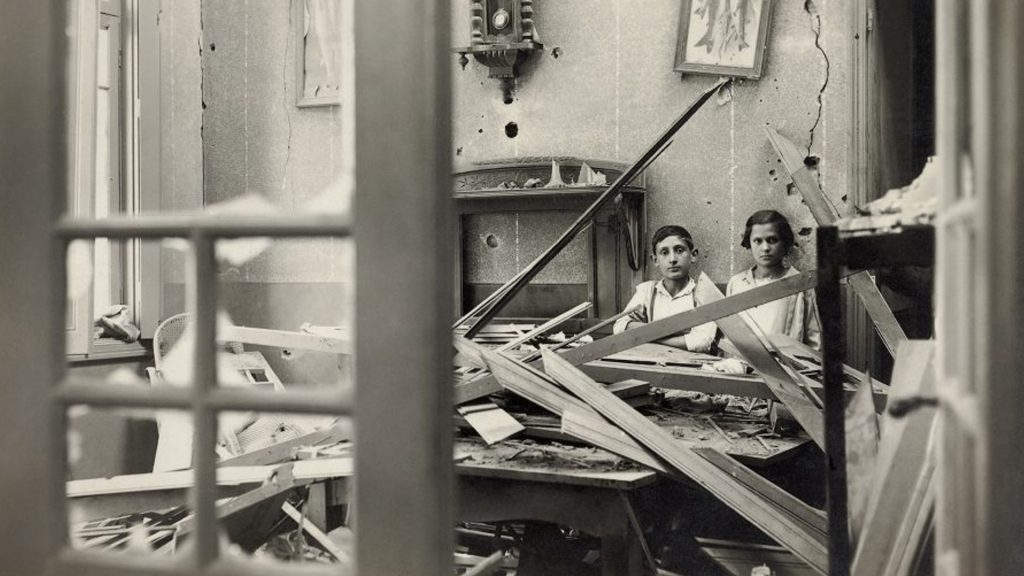
Civis numa residência bombardeada

A artilharia do Exército foi a principal causa dos 503 mortos e 4 846 feridos contabilizados pela prefeitura após o fim do conflito. Agências internacionais contabilizaram por volta de mil mortos. A maioria dessas baixas era de civis; na Santa Casa, de 802 feridos internados em decorrência da revolta, apenas 200 eram militares. Os canhões do governo foram os principais responsáveis: os rebeldes também usaram sua artilharia na cidade, matando civis e danificando construções, mas seu poder de fogo não se comparava ao dos legalistas, e os prejuízos resultantes foram muito menores.
Quando os rebeldes dispararam os primeiros tiros de canhão, na manhã de 5 de julho, o dia começava como outro qualquer. Os combates e bombardeios, ao longo do mês, paralisaram o trabalho nas fábricas e alteraram a circulação das pessoas. Quando os bombardeios legalistas chegaram às áreas residenciais, o terror foi generalizado; suas vítimas conviveram com o medo, a destruição das moradias e a morte de conhecidos e familiares. Nas palavras de um residente do Paraíso,

As granadas passavam, zunindo, em arcos diabólicos e curtos, quase rentes ao telhado da nossa habitação (....) A casa do (...) advogado dr. Antônio Bento Vidal, na direção da nossa, fora (...) visitada por três granadas consecutivas, de 75. Uma delas desmoronara toda a escada exterior, de pedra, cimento e ferro. Outra arrancara, deslocando-se incrivelmente, o tanque de lavagem de roupa, situado no porão e protegido por uma parede. Ainda outra, varando forros e divisões internas, fora estilhaçar-se no quarto de dormir do casal

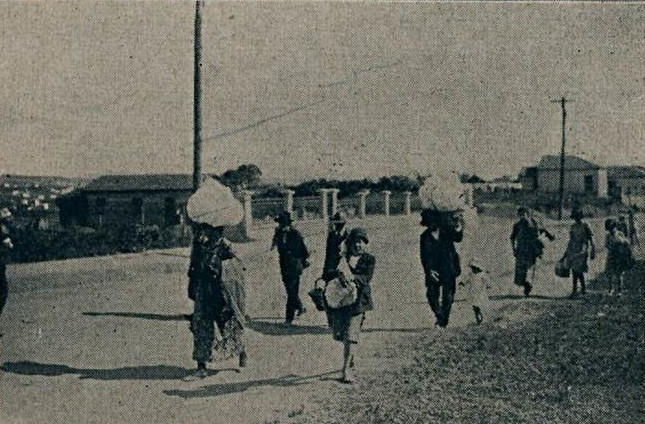
Refugiados deixam a cidade

Ao lado da violência veio a fome, devido ao desemprego e desabastecimento. Em seguida veio o êxodo para a zona suburbana e rural e cidades do interior. A prefeitura estimou a fuga de um terço da população da cidade (250 dos 700 mil habitantes), principalmente das regiões bombardeadas. Até os habitantes dos bairros nobres temiam o bombardeio e deixaram a cidade. Os que não podiam fugir sobreviviam refugiados em seus porões. Teatros, grupos escolares e igrejas serviam de abrigo. Henrique Geenen, memorialista da revolta, relata como as casas vizinhas foram abandonadas pelos seus moradores e ocupadas por outras pessoas em fuga dos combates. Sua casa acolheu duas famílias desabrigadas. Livros e roupas serviam de proteção contra os estilhaços.
Em resposta ao bombardeio, a cidade passava a noite às escuras, sem eletricidade, iluminada somente pelos incêndios. Tais fogos ocorriam tanto pelas bombas do governo quanto pela ação de populares após os numerosos saques aos estabelecimentos comerciais, decorrentes do desabastecimento. Conforme um morador do Chora Menino,

À noite, a cidade parecia um bolo de aniversário, com suas velinhas, tal era a quantidade de incêndios. Quando os bombardeios terminaram, não conseguíamos dormir. O silêncio era terrível. Havíamos nos acostumado com o barulho dos canhões.

A elite econômica paulista, prejudicada pelos bombardeios, saques e interrupção do trabalho, aproximou-se dos revoltosos e da administração da cidade. O prefeito Firmiano de Morais Pinto, mantido no cargo pelo comando revolucionário, adotou, entre outras medidas, a reorganização dos bombeiros. O Corpo de Bombeiros original, pertencente à Força Pública, estava desmantelado. Após participar dos combates, parte dos bombeiros retirou-se em 8 de julho com o restante das forças legalistas, e os demais tornaram-se prisioneiros dos rebeldes. José Carlos de Macedo Soares, presidente da Associação Comercial de São Paulo, solicitou ao general Isidoro a libertação dos bombeiros presos, e o pedido foi atendido. Os bombeiros entraram em ação no dia 25, já muito tarde, mas evitaram a propagação de vários grandes incêndios.

## Pedidos de interrupção do bombardeio

Artur Bernardes e seus ministros. Setembrino de Carvalho é o primeiro, da direita para a esquerda, na segunda fileira

Representantes da elite paulistana mediaram negociações entre os lados em conflito, temendo a radicalização da revolta. Na avaliação de Macedo Soares, “o aniquilamento do poder industrial de S. Paulo prossegue todos os dias, pelo efeito destruidor das granadas, e pelas chamas devoradoras dos incêndios. Os operários agitam-se já e as aspirações bolchevistas manifestam-se abertamente”.
Macedo Soares conseguiu do general Isidoro o compromisso de não usar sua artilharia, contanto que os legalistas fizessem o mesmo. Ele formou uma comissão junto com o prefeito e Dom Duarte Leopoldo e Silva, arcebispo metropolitano, Vergueiro Steidel, presidente da Liga Nacionalista, e Júlio de Mesquita, diretor de O Estado de São Paulo, para solicitar ao Presidente da República a interrupção do bombardeio, em nome do prejuízo à população paulista. O prefeito telefonou a Artur Bernardes, que, por sua vez, consultou Carlos de Campos. Na opinião do governador, “São Paulo prefere ver destruída sua bela capital antes do que destruída a legalidade no Brasil”. O presidente pensava igual, confidenciando a outro interlocutor: “Se São Paulo for destruída ao preço da conservação do império da lei, essa destruição está justificada”. No dia 12, o gabinete do ministro da Guerra Setembrino de Carvalho respondeu ao telegrama da comitiva paulistana:

Não podemos fazer a guerra tolhidos do dever de não servirmos da artilharia contra o inimigo, que se aproveitaria dessa circunstância, causando-nos prejuízos incomparavelmente mais graves do que os danos do bombardeio. Os danos materiais de um bombardeio podem ser facilmente reparados (...) Mas os prejuízos morais, esses não são suscetíveis de reparação (...) Posso entretanto, asseverar a Vossa Excelência e demais concidadãos que as nossas tropas não causarão danos materiais inúteis à bela e florescente cidade de São Paulo, senão que usarão de artilharia na medida estrita das necessidades militares.

Os cônsules de Portugal, Itália e Espanha, preocupados com os danos aos imigrantes, foram a Guaiaúna, onde o general Sócrates apresentou sua ideia: os rebeldes entregariam um mapa com a posição de suas tropas, e assim, a artilharia legalista não mais atingiria a população. A proposta não era sincera e os rebeldes não revelariam suas posições.
Macedo Soares conseguiu convencer o general Abílio de Noronha, ex-comandante da 2.ª Região Militar e agora prisioneiro dos rebeldes, a intermediar negociações de paz. A iniciativa desmoronou quando Isidoro incluiu a renúncia de Artur Bernardes como uma de suas condições, o que Noronha considerava inaceitável exigir.
Em 26 de julho, aviões legalistas despejaram boletins com uma mensagem do ministro da Guerra, datada da antevéspera:

À população de São Paulo. As tropas legais precisam agir com liberdade contra os sediciosos, que se obstinam em combater sob a proteção moral da população civil, cujo doloroso sacrifício nos cumpre evitar. Faço à nobre e laboriosa população de São Paulo apelo para que abandone a cidade, deixando os rebeldes entregues à sua própria sorte. É esta uma dura necessidade que urge aceitar como imperiosa para por termo, de vez, ao estado de coisas criado por essa sedição que avilta os nossos créditos de povo culto.  Espero que todos atendam esse apelo, como é preciso, para se pouparem aos efeitos das operações militares que, dentro de poucos dias, serão executadas.

O boletim foi interpretado como ameaça de um bombardeio final, ainda mais intenso. A população que não podia sair da cidade entrou em pânico, e Isidoro acelerou as tentativas de negociação. Através de Macedo Soares, manifestou seu interesse num armistício de 48 horas e na rendição em troca da anistia para os revoltosos de 1922 e 1924. Macedo Soares escreveu uma carta, em nome das classes conservadores, acusando as autoridades federais e comandantes legalistas de desconhecerem a realidade. Ele alertou para o perigo da agitação social, que o bombardeio só aumentava. O jornalista Paulo Duarte entregou a carta a Carlos de Campos em Guaiaúna, na manhã do dia 27. O governador sentiu-se ofendido, acusou Macedo Soares de conivência com os rebeldes e prometeu intensificar o bombardeio: “A granada será a resposta”.
Na noite de 27 de julho os revoltosos abandonaram a cidade, rumando de trem ao interior. Em seu último manifesto à população, o general Isidoro justificou sua medida pelo “desejo de poupar S. Paulo de uma destruição desoladora” e mencionou como o prefeito, “convidado a ir ao Rio entender-se com o Catete, nos transmitiu a certeza obstinada e a desesperadora atitude com que aqui estão a bombardear sem objetivos militares, mas sim, com intuitos desumanos e estabelecer o pânico e a tortura à população desta admirável cidade”.

## Questionamentos e interpretações
A memória histórica predominante sobre Artur Bernardes, Carlos de Campos e seus generais vê o bombardeio muito negativamente. Acusado pelos seus inimigos de crueldade e tirania, o presidente ficou com a reputação de destruidor de São Paulo. Somente alguns poucos autores defenderam-no, buscando justificar o bombardeio como uma decisão difícil, necessária contra um mal maior: Ciro Costa e Eurico de Góis, em Sob a metralha, e Aureliano Leite, em Dias de Pavor.
Nos anos após o conflito, Artur Bernardes pouco mencionou o bombardeio. Wladimir de Toledo Piza, futuro prefeito de São Paulo, relata uma explicação do ex-presidente, recebida em 1946: um relatório confidencial do Itamaraty apontava uma invasão iminente da Marinha dos Estados Unidos na Amazônia, em face da fraqueza do governo brasileiro, e o bombardeio seria a única forma de demonstrar a capacidade do Brasil defender seu território. Essa versão condiz com a imagem de nacionalista projetada por Bernardes, mas parece pouco verossímil pois, apesar das intervenções americanas na América Central nesse período, as Guerras das Bananas, o presidente americano em 1924, Calvin Coolidge, era visto como pouco dado a intervenções militares no exterior.

### Análise militar

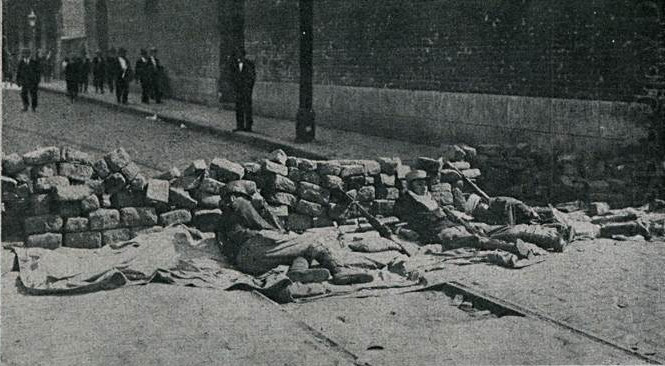
As rudimentares trincheiras dos revoltosos

O ministro da Guerra teve uma impressão muito positiva do desempenho do exército legalista, especialmente da coordenação infantaria-artilharia. Contrariamente, vários combatentes relatam o bombardeio como ineficaz contra o exército revolucionário. Segundo o tenente João Cabanas, “enquanto as granadas feriam levemente a um soldado qualquer, matavam centenas de civis, na  maioria mulheres e crianças”. Para o cabo Antônio Bueno Salgado, “atiravam sem saber, pois nunca fomos desalojados pela artilharia inimiga, só atingiam casas”. Juarez Távora definiu o bombardeio como “mortífero para a população civil, mas inócuo para as tropas revolucionárias”, “sem a diretriz precisa de um objetivo militar prefixado, sem observações criteriosas que lhe corrigissem os erros, sem escassez de munição que o limitasse”, “dispersivo e inútil”.
A necessidade do bombardeio, segundo o general Sócrates, era superar as boas posições defensivas do inimigo no terreno urbano, “um reduto de ruas com edifícios de larga amplitude que mesmo destruídos ofereceriam margem à defesa, organizada aos escombros”. Para o escritor Aureliano Leite, a vitória só viria “pelo arrasamento inicial de grande parte da cidade, com a ação conjunta de aviões e artilharia, seguido do ataque às trincheiras pelos carros de assalto, completado pela baioneta, na luta corpo a corpo”. O governo, talvez por não confiar em suas tropas, pode ter optado por uma estratégia de progressivo desgaste, mesmo que isto significasse “estéreis e perniciosos bombardeios de alvos civis”. Para as lideranças, o bombardeio pode ter parecido uma forma de poupar os soldados legais, evitando o combate direto.
Mas não havia necessidade para a artilharia de grosso calibre, avalia o general Abílio de Noronha, pois, ao contrário da descrição de Sócrates, as fortificações inimigas eram fracas e descontínuas. Logo após o conflito ele publicou uma crítica às táticas do exército legalista, embasado no seu conhecimento técnico sobre bombardeios e armamento. Ele escreve:
Qual o verdadeiro papel da artilharia?

O de destruir o adversário, porém, para isso, são necessários tiros precisos, lentos, com observações rigorosas dos impactos e com um emprego de munição necessária para destruir, com toda a segurança, o objetivo (...) Os tiros eficazes devem ser precedidos, em regra geral, por tiro de regulação (...)
Foi este o papel da artilharia de Guaiaúna?
Não temos hesitação em responder pela negativa a mais absoluta. Quem não se lembra do tiro contínuo e acelerado das diversas baterias durante a noite, sem objetivo, sem regulação, sem observação dos impactos e sem o menor alcance militar?

O fogo noturno, lembrou o general, só ocorria na Primeira Guerra graças ao estudo prévio muito minucioso das posições inimigas, e mesmo assim, a regra geral era a interrupção da artilharia ao cair da tarde. Em São Paulo, a aviação de reconhecimento fornecia apenas informações muito vagas, e em nenhum momento os aviões foram usados para corrigir o tiro. A artilharia legalista, segundo ele, atirou a esmo contra a capital, caindo em alvos sem nenhum valor militar.
Uma história militar oficial do conflito de 1924, publicada pela Imprensa do Exército em 1962, menciona como as forças legais, "constantemente reforçadas e dispondo de meios mais poderosos que seus adversários, iniciaram forte bombardeio sobre a Capital bandeirante, determinando com isso grande número de baixas na população civil", de forma que o comando revolucionário viu "o sacrifício inútil a que estava exposta a população civil". A obra reproduz o relato do tenentista Castro Afilhado, segundo o qual "a infantaria era continuamente desprezada, posta de lado a sua eficiência, em troca do barulho dos canhões".

### Alvo: militar ou civil
O relatório do general Sócrates descreveu como os canhões de 155 milímetros foram chamados para destruir “depósitos e organizações do inimigo”, apresentando a artilharia legalista como um instrumento para superar a resistência militar. Isto não condiz com os alvos realmente atingidos, em sua maioria sem valor militar, e tampouco com as estatísticas necrológicas, pelas quais os civis foram as principais vítimas. Ciro Costa e Eurico de Góis defendem o bombardeio alegando a “fatalidade desse momento impatriótico”; se não houvesse ordens de poupar civis, a cidade estaria fora do mapa; e apenas “raros tiros” desviaram de seus alvos. Sabe-se de pelo menos um erro de cálculo, a tentativa de bombardeio à Praça da República, mas o número de prédios atingidos na cidade foi enorme (1 800).
Revolucionários, críticos do governo e mesmo o general Abílio de Noronha acusaram a artilharia legalista de atirar sem alvo definido contra áreas densamente povoadas, com plena ciência de que mataria civis, num “bombardeio terrificante” ou “bombardeio à alemã”. Historiadores dão crédito a essa acusação; os civis não teriam sido mortos por erros de cálculo, mas deliberadamente. Blaise Cendrars, poeta de passagem pelo Brasil na época, escreveu:

Mal colocou sua artilharia em posição sobre as colinas que dominam a cidade, o general Sócrates, comandante das tropas federais de cerco, desencadeou sobre a cidade aberta (...) um bombardeio à ‘alemã’. Soube aproveitar as lições da Grande Guerra europeia. Não tendo nenhuma catedral de Reims para demolir, Sócrates dava como alvo a seus canhões, ora um hotel reluzente de novo, ora bela fábrica moderna, ora um dos novos arranha-céus da cidade, destroçando um bonde, mandando aos ares uma confeitaria, espirrando uma escola, explodindo uma praça ou um bar. (...) Percebia-se que os oficiais ‘legalistas’ faziam isso de coração alegre. As ordens eram formais: era preciso esmagar a sedição, pior para a cidade, ela seria reconstruída

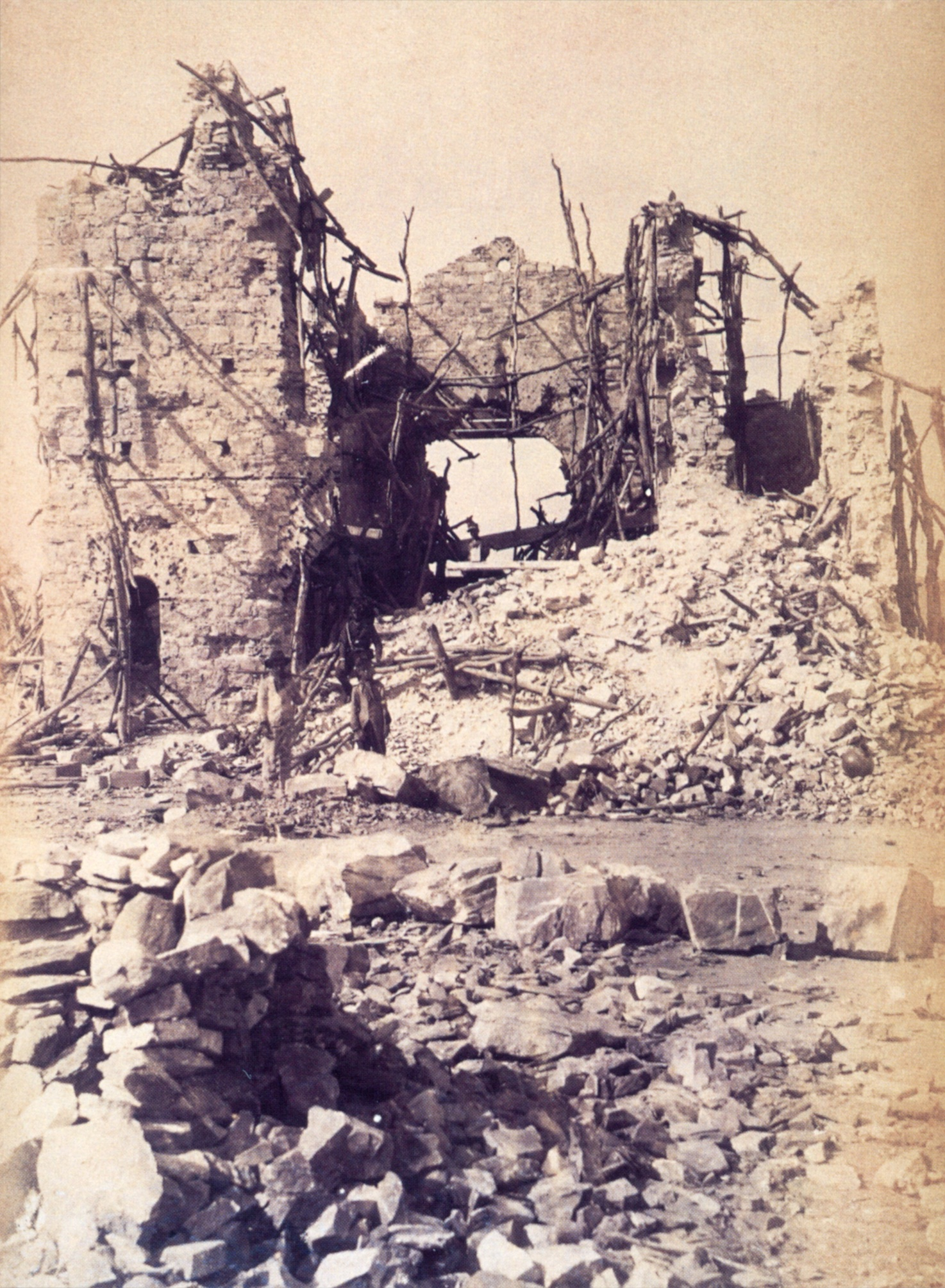
Ruínas de uma igreja em Canudos, 1897

O “bombardeio terrificante” seria forma de acelerar a capitulação do inimigo, aplicando pressão psicológica para os rebeldes abandonarem a cidade. O brasilianista Frank McCann especula que o Exército estava deixando de lado a assessoria da Missão Militar Francesa e revertendo aos métodos brutais das guerras de Canudos e do Contestado, uma decisão espantosa; a população foi instruída a deixar a cidade, mas São Paulo era grande demais para ser arrasada como os povoados nesses dois conflitos. A memória dos dois conflitos estava viva, e três importantes generais legalistas de 1924 eram veteranos do Contestado: Setembrino de Carvalho, Eduardo Sócrates e Tertuliano Potiguara. Para Moacir Assunção, esses generais podem ter visto o bombardeio como resolução mais rápida ao conflito, pois o inimigo era muito melhor preparado do que em Canudos e no Contestado.
Se o objetivo era pressionar os rebeldes, ele surtiu efeito. O sofrimento da população foi a justificativa para a retirada dada por Isidoro a Macedo Soares. Os boletins despejados pelos aviões legalistas, ameaçando um bombardeio ainda mais intenso, estavam na mente das lideranças revolucionárias. Elas compararam o sofrimento da população com a futilidade do combate urbano: os combatentes estavam desgastados, muitos deles feridos, e a única chance de vitória seria no caso de levantes no Rio de Janeiro e Minas Gerais, que estavam sob firme controle do governo. Os avanços legalistas no interior, por Sorocaba e Itu, eram séria ameaça à retaguarda: faltava pouco para a “Coluna Sul” cortar a possibilidade de retirada.
Outra explicação é uma punição do governo contra a população dos bairros operários por sua aproximação aos rebeldes, chegando a formar batalhões estrangeiros dentro do exército revolucionário, ou ainda em retaliação ao ataque rebelde contra os Campos Elíseos e os saques da população. Para Carlo Romani a guerra havia tomado o lugar da política como exercício de poder, e a população civil pobre é o alvo da guerra. Depoimentos de habitantes da Mooca e do Brás evidenciam a impressão de que eram alvos do governo. A atitude do governo, tanto em Canudos quanto em São Paulo, pode ser interpretada como terrorismo de Estado, dirigido contra a população.
O ataque às fábricas pode ser interpretado como um ataque aos operários, mas essas construções tinham valor militar: foram usadas como posições defensivas pelos rebeldes, aproveitando suas chaminés para observar os movimentos inimigos. O Cotonifício Crespi, por exemplo, “domina todo o alto da Mooca”, nas palavras do tenente João Cabanas, que posicionou uma metralhadora no alto do edifício. A torre da fábrica Maria Zélia, segundo ele, era a “posição mais importante do setor”, com visibilidade para os movimentos da brigada inimiga às margens do Tietê. A fábrica Antártica é descrita por outras fontes como “um dos mais fortes redutos dos rebeldes”, “ponto forte tenazmente defendido”.

### Legalidade ou ilegalidade

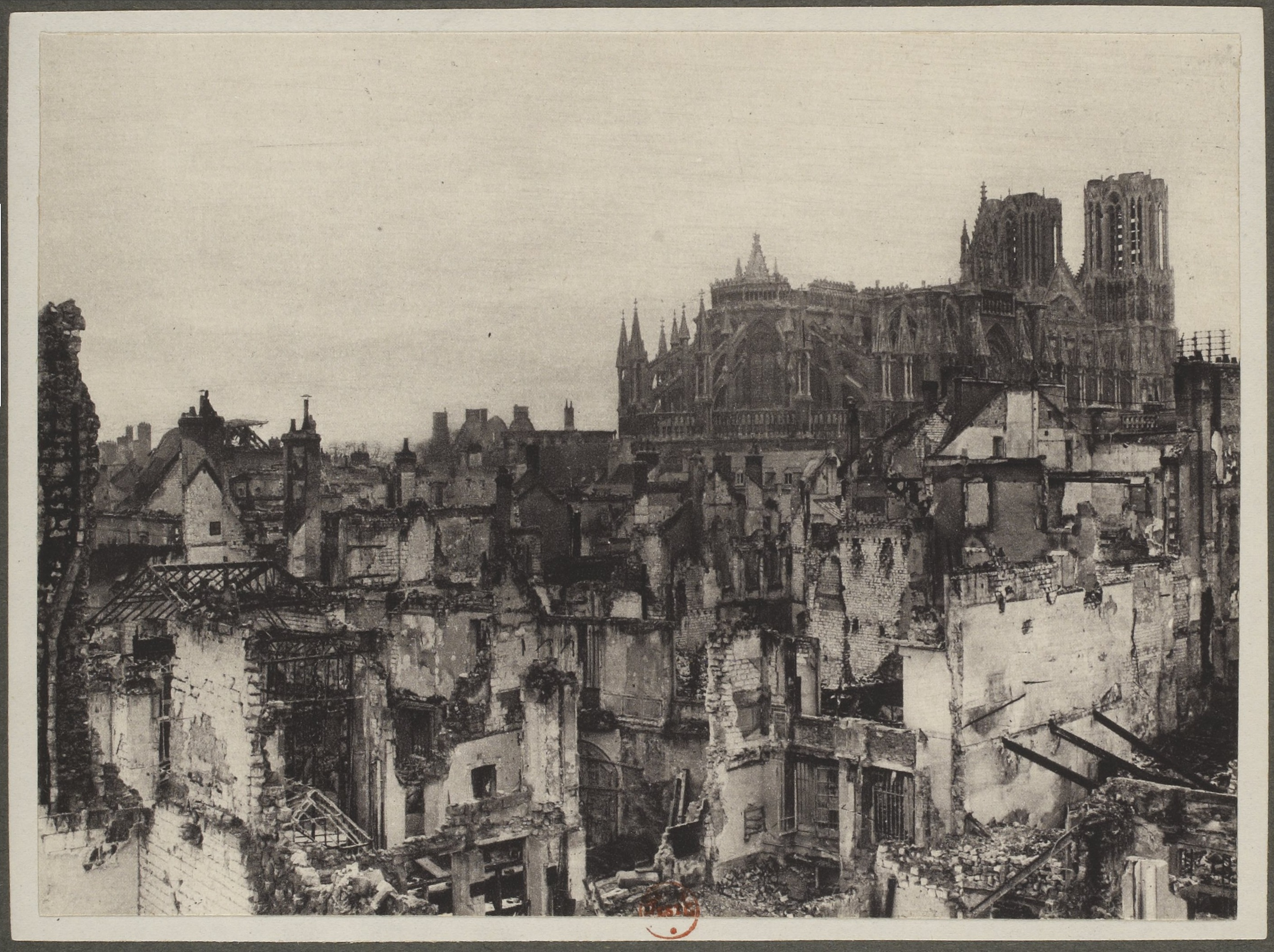
Reims, na França, bombardeada pelo Exército Imperial Alemão

Logo após o fim dos combates, a legalidade do bombardeio governista entrou em debate. O direito internacional da época já repudiava ataques armados contra alvos eminentemente civis, especialmente contra cidades abertas (não fortificadas e nem defendidas). O “bombardeio terrificante” era julgado imoral, injusto, inútil e desumano. A Convenção de Haia de 1907 proibia, no seu artigo 23, “o emprego de armas, projéteis ou materiais destinados a causar sofrimento desnecessário”, no artigo 25, “o ataque ou bombardeamento, seja lá por que meios, de cidades, aldeias, vilas ou edifícios sem defesas estabelecidas”, e no artigo 27, o ataque aos “edifícios consagrados ao culto, às artes, às ciências, à beneficência, aos monumentos históricos, os hospitais e os locais em que se acumulavam enfermos e feridos”.
Os brasileiros já estavam expostos ao assunto desde a Primeira Guerra, quando, nas palavras de Abílio de Noronha, “a imprensa, em quase todos os países do Universo, gastou toneladas de tinta e o melhor da sua flor de retórica, para pregar o ódio contra os alemães, qualificando-os de piratas e hunos, porque atiravam com a sua artilharia contra cidades abertas; os grandes diários do nosso país, afinaram o seu diapasão pelo dos aliados e raro foi o jornal que não lançou o anátema contra aqueles vulgares assassinos, destruidores de cidades, monumentos e templos”.
O general chamou São Paulo de “cidade aberta por excelência, e ocupada por número pequeno de rebeldes, sem fortificações que requeressem tiros de destruição a longa distância”. Para o historiador Hélio Silva, “o bombardeio de uma cidade aberta representou uma monstruosidade de que ninguém queria assumir a culpa”. Manoel da Costa Manso, ministro do Supremo Tribunal Federal, (STF) criticou o “bombardeio desumano e criminoso, despejando os canhões sobre a cidade aberta, sem respeito à população civil”.
O jurista Lemos Brito defendeu a conduta do governo, questionando essa interpretação das cidades abertas: “a legitimidade da agressão não depende de fato da fortificação, senão da defesa da praça a mão armada”. No direito internacional, havia precedentes para o ataque a uma cidade aberta em determinadas condições. Segundo o jurista Lafayette Rodrigues Pereira, “se a cidade aberta abriga em seu seio o inimigo, se resiste levantando barricadas e convertendo em trincheiras e redutos as casas e edifícios, os muros e os acidentes do solo, desaparece a imunidade”. Para René Foignet, o bombardeio de prédios particulares poderia ser lícito para levar a cidade a se render mais rapidamente; nesse caso, o bombardeio a São Paulo seria apenas um recurso de guerra para uma situação excepcional. O ministro do STF Carlos de Carvalho lembrara em 1895 que os atos de guerra, pela força maior da necessidade pública, não precisariam ser indenizados pelo Estado.
No caso do bombardeio a uma cidade defendida por tropas inimigas, o comandante das tropas atacantes tinha a obrigação de avisar previamente as autoridades locais, a não ser em circunstâncias em que a surpresa é permitida pelas necessidades da guerra. Ciro Costa e Eurico de Góis afirmam que o governo atendeu aos necessitados, na medida do possível, e deu aviso prévio à população. Entretanto, o único aviso foi o boletim despejado pelos aviões em 26 de abril, após 15 dias de ataque, e ainda assim, a população remanescente da cidade não teria como se retirar.
Mais ainda, o bombardeio não poderia ser indiscriminado. O atacante deveria poupar monumentos, hospitais e locais históricos. Conforme o jurista Clóvis Beviláqua, “o bombardeio deve ser dirigido contra as fortificações da cidade e suas dependências e não, intencionalmente, contra a parte habitada pela população civil, a fim de movê-la a influir sobre a guarnição, para que não persista na resistência”. A artilharia legalista falhou neste quesito, pois as fortificações foram os alvos menos atingidos pelo bombardeio, que atingiu principalmente civis. O jurista Jules Badesvant, consultado por Macedo Soares (à época, já um inimigo do governo), escreveu, com base na Convenção IV de Haia, de 1909:
A cidade de que se trata, era defendida pelos rebeldes; mas o bombardeio não foi praticado, ao que parece, no intuito de apoiar um ataque destinado à tomada da cidade; foi, antes, dirigido contra o conjunto da cidade do que contra as forças rebeldes; teve mais o caracter de uma intimidação aos habitantes do que uma operação militar contra um adversário armado. Na sua execução, foi, aparentemente , esquecido o dever geral de não dirigir as hostilidades contra toda a população civil, tendo assim operadas destruições que não eram imperiosamente exigidas pelas necessidades da luta, contrariamente ao que prescreve o artigo 23 do mesmo regulamento.

Dessa forma, os juristas aceitavam o bombardeio aos alvos militares, mas condenavam o ataque indiscriminado às áreas densamente povoadas. Por essa linha de raciocínio, o governo brasileiro cometeu um crime de guerra no bombardeio a São Paulo.

### Citações
1. ↑  Savian 2023, p. 104-107.
2. 1 2  Castro 2022, p. 54.
3. ↑  Castro 2022, p. 55-59.
4. ↑  Savian 2023, p. 108.
5. 1 2  Castro 2022, p. 193.
6. ↑  Savian 2023, p. 113.
7. 1 2  Parreira 2019, p. 17.
8. 1 2 3 4  Fortes 2000, p. 62.
9. 1 2 3 4 5 6  Parreira 2019, p. 10.
10. ↑  Parreira 2019, p. 20.
11. 1 2 3 4  Costa & Góis 1924, p. 193.
12. ↑  Costa & Góis 1924, p. 193-194.
13. ↑  Reolon 2020, p. 45.
14. ↑  Mendonça 1997, p. 105.
15. ↑  Cabanas 2014, p. 45.
16. ↑  Santos 2013, p. 74.
17. ↑  Mendonça 1997, p. 100.
18. ↑  Parreira 2019, p. 11.
19. ↑  Meirelles 2002, p. 111, 129-130.
20. ↑  Parreira 2019, p. 23-25.
21. ↑  INCAER 1990, p. 117-123.
22. ↑  Costa & Góis 1924, p. 118.
23. ↑  Castro 2022, p. 45-46, 49, 75.
24. ↑  Noronha 1924, p. 128-131.
25. ↑  Costa & Góis 1924, p. 125-129.
26. ↑  Castro 2022, p. 49, 75.
27. ↑  Castro 2022, p. 52, 56.
28. ↑  Costa & Góis 1924, p. 119.
29. ↑  Santos 2013, p. 30.
30. ↑  INCAER 1990, p. 117.
31. ↑  McCann 2009, p. 304.
32. 1 2 3 4 5 6  Doria 2016, cap. 20.
33. 1 2  Assunção 2014, p. 44.
34. 1 2  Carneiro 1965, p. 268.
35. ↑  Corrêa 1976, p. 118.
36. 1 2 3 4  Assunção 2015, “Os rebeldes também bombardearam a cidade”
37. 1 2  Castro 2022, p. 52.
38. 1 2 3  Doria 2016, cap. 17.
39. ↑  Meirelles 2002, p. 82.
40. ↑  Meirelles 2002, p. 87.
41. ↑  Assunção 2015, “A resistência do 4.º Batalhão da Força Pública”
42. ↑  Mendonça 1997, p. 103.
43. ↑  Doria 2016, cap. 18.
44. ↑  Carneiro 1965, p. 270.
45. ↑  Meirelles 2002, p. 111.
46. ↑  Noronha 1924, p. 128.
47. ↑  Santos 2013, p. 30-31.
48. ↑  Cabanas 2014, p. 48.
49. ↑  Costa & Góis 1924, p. 169.
50. ↑  Mendonça 1997, p. 103-104.
51. 1 2 3 4 5  Castro 2022, p. 59.
52. 1 2  Noronha 1924, p. 132.
53. ↑  Costa & Góis 1924, p. 113.
54. 1 2 3  Parreira 2019, p. 12.
55. ↑  Meirelles 2002, p. 109-111.
56. ↑  Noronha 1924, p. 133.
57. 1 2  Silva 1971, p. 371.
58. ↑  Meirelles 2002, p. 126.
59. ↑  Assunção 2014, p. 56.
60. ↑  Santos 2019, p. 17.
61. 1 2 3 4 5  Cohen 2007, “Estratégias”.
62. ↑  Assunção 2014, p. 18.
63. 1 2  Santos 2019, p. 37.
64. ↑  Meirelles 2002, p. 127.
65. 1 2 3  Assunção 2014, p. 34.
66. ↑  Costa & Góis 1924, p. 229.
67. ↑  Mendonça 1997, p. 107-108.
68. ↑  Cabanas 2014, p. 39.
69. ↑  Cabanas 2014, p. 46.
70. ↑  Castro 2022, p. 62-63.
71. ↑  Meirelles 2002, p. 170-171.
72. ↑  INCAER 1990, p. 119-120.
73. ↑  Meirelles 2002, p. 153-154.
74. 1 2  Assunção 2014, p. 150.
75. ↑  Cabanas 2014, p. 49.
76. ↑  Meirelles 2002, p. 145.
77. ↑  Rufinoni 2004, p. 96.
78. ↑  Assunção 2014, p. 34, 138.
79. ↑  Santos 2019, p. 40.
80. ↑  Assunção 2014, p. 15.
81. ↑  Assunção 2014, p. 25-26.
82. ↑  Meirelles 2002, p. 189.
83. 1 2 3  Romani 2011, p. 163.
84. ↑  Assunção 2014, p. 42-43.
85. ↑  Carneiro 1965, p. 275.
86. ↑  Santos 2019, p. 53.
87. ↑  Meirelles 2002, p. 110.
88. ↑  Costa & Góis 1924, p. 173.
89. 1 2 3  Santos 2019, p. 30-31.
90. ↑  Assunção 2014, p. 65-66.
91. ↑  Assunção 2014, p. 142-143.
92. ↑  Meirelles 2002, p. 130.
93. ↑  Santos 2019, p. 47.
94. ↑  Meirelles 2002, p. 125.
95. ↑  Castro 2022, p. 57.
96. ↑  Carvalho 1994.
97. 1 2 3  Castro 2022, p. 183.
98. 1 2  Santos 2019, p. 43-45.
99. ↑  Cohen 2007, “Quem governa a cidade?”
100. ↑  Silva 1971, p. 378.
101. ↑  Castro 2022, p. 220, 258.
102. ↑  Assunção 2014, p. 102.
103. ↑  Silva 1971, p. 372.
104. ↑  Santos 2019, p. 18-19.
105. ↑  Assunção 2014, p. 120-121.
106. ↑  Costa & Góis 1924, p. 90.
107. ↑  Costa & Góis 1924, p. 91-92.
108. ↑  Costa & Góis 1924, p. 98.
109. ↑  Meirelles 2002, p. 139-140.
110. 1 2  Meirelles 2002, p. 164.
111. ↑  Corrêa 1976, p. 147.
112. ↑  Santos 2019, p. 21.
113. ↑  Corrêa 1976, p. 147-148.
114. ↑  Silva 1971, p. 378-381.
115. ↑  Silva 1971, p. 384-385.
116. ↑  Assunção 2014, p. 110-111.
117. ↑  Assunção 2014, p. 51-52.
118. ↑  Savian 2023, p. 112.
119. ↑  Cabanas 2014, p. 44-45.
120. ↑  Assunção 2014, p. 42.
121. ↑  Corrêa 1976, p. 119.
122. ↑  DPH/Eletropaulo 1987, p. 47.
123. ↑  Mendonça 1997, p. 104.
124. 1 2  Assunção 2014, p. 38-39.
125. ↑  Noronha 1924, p. 136.
126. ↑  Assunção 2014, p. 20.
127. ↑  Savian 2023, p. 111-112.
128. ↑  Noronha 1924, p. 134-135.
129. ↑  Noronha 1924, p. 132-139.
130. ↑  Falcão 1962, p. 12.
131. ↑  Falcão 1962, p. 19.
132. ↑  Assunção 2014, p. 33-34.
133. ↑  Assunção 2014, p. 41, 48-49.
134. 1 2  Assunção 2014, p. 38.
135. ↑  Assunção 2014, p. 38, 44.
136. ↑  Meirelles 2002, p. 110-112.
137. ↑  Romani 2011, p. 163-164.
138. ↑  Martins 2008, p. 244.
139. ↑  Assunção 2014, p. 27.
140. ↑  Meirelles 2002, p. 112.
141. ↑  McCann 2009, p. 350-351.
142. ↑  Meirelles 2002, p. 179.
143. ↑  Calmon 1939, p. 328.
144. ↑  Castro 2022, p. 64.
145. ↑  Santos 2013, p. 73-74.
146. ↑  Silva 1971, p. 393.
147. ↑  Carneiro 1965, p. 278.
148. ↑  Castro 2022, p. 194.
149. ↑  Assunção 2014, p. 34-36.
150. ↑  Gomes 2019.
151. ↑  Cabanas 2014, p. 42.
152. ↑  Cabanas 2014, p. 36.
153. ↑  Costa & Góis 1924, p. 212.
154. ↑  Mendonça 1997, p. 108.
155. ↑  Martins 2008, p. 248, 250.
156. ↑  Meirelles 2002, p. 253.
157. ↑  Doria 2016, cap. 21.
158. ↑  Noronha 1924, p. 131-132.
159. ↑  Assunção 2014, p. 46-47.
160. ↑  Assunção 2014, p. 47-48.
161. ↑  Martins 2008, p. 250-254.
162. ↑  Martins 2008, p. 252.
163. ↑  Assunção 2014, p. 48.
164. ↑  Martins 2008, p. 253.
165. ↑  Assunção 2014, p. 45, 51.
166. ↑  Assunção 2014, p. 51.